# Lista över fornlämningar i Sotenäs kommun (Tossene)
Lista över fornlämningar i Sotenäs kommun (Tossene) är en förteckning av ett urval av de fornlämningar som finns i Tossene i Sotenäs kommun.
| Namn                                      | Lämningstyp                 | Tillkomsttid | Historisk indelning | Plats | Läge                 | ID-nr          | Bild                                      |
| ----------------------------------------- | --------------------------- | ------------ | ------------------- | ----- | -------------------- | -------------- | ----------------------------------------- |
| Tossene 1:1                               | Hällristning                |              | Tossene, Bohuslän   |       | 58.452161, 11.339525 | 10161200010001 | Ladda upp en bild av detta fornminne      |
| Tossene 2:1                               | Hällristning                |              | Tossene, Bohuslän   |       | 58.450615, 11.343584 | 10161200020001 | Ladda upp en bild av detta fornminne      |
| Tossene 3:1                               | Hällristning                |              | Tossene, Bohuslän   |       | 58.450403, 11.344734 | 10161200030001 | Ladda upp en bild av detta fornminne      |
| Tossene 4:1                               | Hällristning                |              | Tossene, Bohuslän   |       | 58.457169, 11.338598 | 10161200040001 | Ladda upp en bild av detta fornminne      |
| Tossene 5:1                               | Hällristning                |              | Tossene, Bohuslän   |       | 58.450214, 11.345627 | 10161200050001 | Ladda upp en bild av detta fornminne      |
| Tossene 5:2                               | Hällristning                |              | Tossene, Bohuslän   |       | 58.450234, 11.345393 | 10161200050002 | Ladda upp en bild av detta fornminne      |
| Tossene 6:1                               | Hällristning                |              | Tossene, Bohuslän   |       | 58.457516, 11.365454 | 10161200060001 | Ladda upp en bild av detta fornminne      |
| Tossene 6:2                               | Hällristning                |              | Tossene, Bohuslän   |       | 58.457500, 11.365487 | 10161200060002 | Ladda upp en bild av detta fornminne      |
| Tossene 7:1                               | Hällristning                |              | Tossene, Bohuslän   |       | 58.455748, 11.368781 | 10161200070001 | Ladda upp en bild av detta fornminne      |
| Tossene 8:1                               | Hällristning                |              | Tossene, Bohuslän   |       | 58.453469, 11.368953 | 10161200080001 | Ladda upp en bild av detta fornminne      |
| Tossene 8:2                               | Hällristning                |              | Tossene, Bohuslän   |       | 58.453559, 11.369010 | 10161200080002 | Ladda upp en bild av detta fornminne      |
| Tossene 9:1                               | Hällristning                |              | Tossene, Bohuslän   |       | 58.452014, 11.369845 | 10161200090001 | Ladda upp en bild av detta fornminne      |
| Tossene 10:1                              | Hällristning                |              | Tossene, Bohuslän   |       | 58.452998, 11.365637 | 10161200100001 | Ladda upp en bild av detta fornminne      |
| Tossene 11:1                              | Hällristning                |              | Tossene, Bohuslän   |       | 58.452801, 11.363344 | 10161200110001 | Ladda upp en bild av detta fornminne      |
| Tossene 12:1                              | Hällristning                |              | Tossene, Bohuslän   |       | 58.453498, 11.370452 | 10161200120001 | Ladda upp en bild av detta fornminne      |
| Tossene 12:2                              | Hällristning                |              | Tossene, Bohuslän   |       | 58.453498, 11.370452 | 10161200120002 | Ladda upp en bild av detta fornminne      |
| Tossene 13:1                              | Hällristning                |              | Tossene, Bohuslän   |       | 58.451541, 11.368574 | 10161200130001 | Ladda upp en bild av detta fornminne      |
| Tossene 13:2                              | Hällristning                |              | Tossene, Bohuslän   |       | 58.451416, 11.368591 | 10161200130002 | Ladda upp en bild av detta fornminne      |
| Tossene 14:1                              | Hällristning                |              | Tossene, Bohuslän   |       | 58.456418, 11.374870 | 10161200140001 | Ladda upp en bild av detta fornminne      |
| Tossene 15:1                              | Hällristning                |              | Tossene, Bohuslän   |       | 58.454894, 11.375425 | 10161200150001 | Ladda upp en bild av detta fornminne      |
| Tossene 16:1                              | Hällristning                |              | Tossene, Bohuslän   |       | 58.454658, 11.373927 | 10161200160001 | Ladda upp en bild av detta fornminne      |
| Tossene 17:1                              | Hällristning                |              | Tossene, Bohuslän   |       | 58.454209, 11.374424 | 10161200170001 | Ladda upp en bild av detta fornminne      |
| Tossene 17:2                              | Hällristning                |              | Tossene, Bohuslän   |       | 58.454155, 11.374154 | 10161200170002 | Ladda upp en bild av detta fornminne      |
| Tossene 17:3                              | Hällristning                |              | Tossene, Bohuslän   |       | 58.454141, 11.374396 | 10161200170003 | Ladda upp en bild av detta fornminne      |
| Tossene 17:4                              | Hällristning                |              | Tossene, Bohuslän   |       | 58.454155, 11.374154 | 10161200170004 | Ladda upp en bild av detta fornminne      |
| Tossene 18:1                              | Hällristning                |              | Tossene, Bohuslän   |       | 58.454306, 11.372822 | 10161200180001 | Ladda upp en bild av detta fornminne      |
| Tossene 19:1                              | Hällristning                |              | Tossene, Bohuslän   |       | 58.454336, 11.371160 | 10161200190001 | Ladda upp en till bild av detta fornminne |
| Tossene 19:2                              | Hällristning                |              | Tossene, Bohuslän   |       | 58.454417, 11.371511 | 10161200190002 | Ladda upp en bild av detta fornminne      |
| Tossene 19:3                              | Hällristning                |              | Tossene, Bohuslän   |       | 58.454286, 11.371635 | 10161200190003 | Ladda upp en bild av detta fornminne      |
| Tossene 19:4                              | Hällristning                |              | Tossene, Bohuslän   |       | 58.454336, 11.371160 | 10161200190004 | Ladda upp en bild av detta fornminne      |
| Tossene 19:5                              | Hällristning                |              | Tossene, Bohuslän   |       | 58.454336, 11.371160 | 10161200190005 | Ladda upp en bild av detta fornminne      |
| Tossene 19:6                              | Hällristning                |              | Tossene, Bohuslän   |       | 58.454336, 11.371160 | 10161200190006 | Ladda upp en bild av detta fornminne      |
| Tossene 20:1                              | Hällristning                |              | Tossene, Bohuslän   |       | 58.453949, 11.372813 | 10161200200001 | Ladda upp en bild av detta fornminne      |
| Tossene 21:1                              | Hällristning                |              | Tossene, Bohuslän   |       | 58.452666, 11.371714 | 10161200210001 | Ladda upp en bild av detta fornminne      |
| Tossene 21:2                              | Hällristning                |              | Tossene, Bohuslän   |       | 58.452393, 11.371481 | 10161200210002 | Ladda upp en bild av detta fornminne      |
| Tossene 22:1                              | Hällristning                |              | Tossene, Bohuslän   |       | 58.453917, 11.377280 | 10161200220001 | Ladda upp en bild av detta fornminne      |
| Tossene 22:2                              | Hällristning                |              | Tossene, Bohuslän   |       | 58.453988, 11.377108 | 10161200220002 | Ladda upp en bild av detta fornminne      |
| Tossene 23:1                              | Hällristning                |              | Tossene, Bohuslän   |       | 58.452308, 11.378580 | 10161200230001 | Ladda upp en bild av detta fornminne      |
| Tossene 24:1                              | Hällristning                |              | Tossene, Bohuslän   |       | 58.451961, 11.377163 | 10161200240001 | Ladda upp en bild av detta fornminne      |
| Tossene 24:2                              | Hällristning                |              | Tossene, Bohuslän   |       | 58.451777, 11.377275 | 10161200240002 | Ladda upp en bild av detta fornminne      |
| Tossene 26:1                              | Hällristning                |              | Tossene, Bohuslän   |       | 58.454095, 11.384964 | 10161200260001 | Ladda upp en bild av detta fornminne      |
| Munkhögen (Tossene 27:1)                  | Gravfält                    |              | Tossene, Bohuslän   |       | 58.455985, 11.388974 | 10161200270001 | Ladda upp en bild av detta fornminne      |
| Tossene 28:1                              | Hällristning                |              | Tossene, Bohuslän   |       | 58.456457, 11.389019 | 10161200280001 | Ladda upp en bild av detta fornminne      |
| Tossene 29:1                              | Hällristning                |              | Tossene, Bohuslän   |       | 58.456142, 11.390444 | 10161200290001 | Ladda upp en bild av detta fornminne      |
| Tossene 29:2                              | Hällristning                |              | Tossene, Bohuslän   |       | 58.456378, 11.390438 | 10161200290002 | Ladda upp en bild av detta fornminne      |
| Tossene 30:1                              | Hällristning                |              | Tossene, Bohuslän   |       | 58.457745, 11.393651 | 10161200300001 | Ladda upp en bild av detta fornminne      |
| Tossene 31:1                              | Hällristning                |              | Tossene, Bohuslän   |       | 58.458356, 11.393170 | 10161200310001 | Ladda upp en bild av detta fornminne      |
| Tossene 32:1                              | Hällristning                |              | Tossene, Bohuslän   |       | 58.458723, 11.392191 | 10161200320001 | Ladda upp en bild av detta fornminne      |
| Tossene 33:1                              | Hällristning                |              | Tossene, Bohuslän   |       | 58.457922, 11.391725 | 10161200330001 | Ladda upp en bild av detta fornminne      |
| Tossene 33:2                              | Hällristning                |              | Tossene, Bohuslän   |       | 58.457943, 11.391563 | 10161200330002 | Ladda upp en bild av detta fornminne      |
| Tossene 34:1                              | Hällristning                |              | Tossene, Bohuslän   |       | 58.459042, 11.402015 | 10161200340001 | Ladda upp en bild av detta fornminne      |
| Tossene 34:2                              | Hällristning                |              | Tossene, Bohuslän   |       | 58.459108, 11.401836 | 10161200340002 | Ladda upp en bild av detta fornminne      |
| Tossene 35:1                              | Hällristning                |              | Tossene, Bohuslän   |       | 58.457181, 11.401944 | 10161200350001 | Ladda upp en bild av detta fornminne      |
| Tossene 38:1                              | Hällristning                |              | Tossene, Bohuslän   |       | 58.450583, 11.381866 | 10161200380001 | Ladda upp en bild av detta fornminne      |
| Tossene 39:1                              | Stensättning                |              | Tossene, Bohuslän   |       | 58.459181, 11.400470 | 10161200390001 | Ladda upp en bild av detta fornminne      |
| Tossene 40:1                              | Hällristning                |              | Tossene, Bohuslän   |       | 58.450646, 11.382756 | 10161200400001 | Ladda upp en bild av detta fornminne      |
| Tossene 40:2                              | Hällristning                |              | Tossene, Bohuslän   |       | 58.450648, 11.382581 | 10161200400002 | Ladda upp en bild av detta fornminne      |
| Tossene 41:1                              | Hällristning                |              | Tossene, Bohuslän   |       | 58.450916, 11.381530 | 10161200410001 | Ladda upp en bild av detta fornminne      |
| Tossene 42:1                              | Hällristning                |              | Tossene, Bohuslän   |       | 58.451432, 11.381266 | 10161200420001 | Ladda upp en bild av detta fornminne      |
| Tossene 43:1                              | Hällristning                |              | Tossene, Bohuslän   |       | 58.450353, 11.380824 | 10161200430001 | Ladda upp en bild av detta fornminne      |
| Tossene 44:1                              | Hällristning                |              | Tossene, Bohuslän   |       | 58.449795, 11.380924 | 10161200440001 | Ladda upp en bild av detta fornminne      |
| Tossene 45:1                              | Hällristning                |              | Tossene, Bohuslän   |       | 58.448789, 11.376823 | 10161200450001 | Ladda upp en bild av detta fornminne      |
| Tossene 45:2                              | Hällristning                |              | Tossene, Bohuslän   |       | 58.448916, 11.377065 | 10161200450002 | Ladda upp en bild av detta fornminne      |
| Tossene 45:3                              | Hällristning                |              | Tossene, Bohuslän   |       | 58.448916, 11.377065 | 10161200450003 | Ladda upp en bild av detta fornminne      |
| Tossene 45:4                              | Hällristning                |              | Tossene, Bohuslän   |       | 58.448916, 11.377065 | 10161200450004 | Ladda upp en bild av detta fornminne      |
| Tossene 46:1                              | Hällristning                |              | Tossene, Bohuslän   |       | 58.449181, 11.375675 | 10161200460001 | Ladda upp en bild av detta fornminne      |
| Tossene 46:2                              | Hällristning                |              | Tossene, Bohuslän   |       | 58.449223, 11.375888 | 10161200460002 | Ladda upp en bild av detta fornminne      |
| Tossene 46:3                              | Hällristning                |              | Tossene, Bohuslän   |       | 58.449227, 11.375521 | 10161200460003 | Ladda upp en bild av detta fornminne      |
| Tossene 46:4                              | Hällristning                |              | Tossene, Bohuslän   |       | 58.449290, 11.375775 | 10161200460004 | Ladda upp en bild av detta fornminne      |
| Tossene 46:5                              | Hällristning                |              | Tossene, Bohuslän   |       | 58.449313, 11.375584 | 10161200460005 | Ladda upp en bild av detta fornminne      |
| Tossene 46:6                              | Hällristning                |              | Tossene, Bohuslän   |       | 58.449314, 11.375794 | 10161200460006 | Ladda upp en bild av detta fornminne      |
| Tossene 46:7                              | Hällristning                |              | Tossene, Bohuslän   |       | 58.449283, 11.375870 | 10161200460007 | Ladda upp en bild av detta fornminne      |
| Tossene 47:1                              | Hällristning                |              | Tossene, Bohuslän   |       | 58.449856, 11.375254 | 10161200470001 | Ladda upp en bild av detta fornminne      |
| Tossene 47:2                              | Hällristning                |              | Tossene, Bohuslän   |       | 58.449856, 11.375254 | 10161200470002 | Ladda upp en bild av detta fornminne      |
| Tossene 48:1                              | Hällristning                |              | Tossene, Bohuslän   |       | 58.451066, 11.375868 | 10161200480001 | Ladda upp en bild av detta fornminne      |
| Tossene 49:1                              | Hällristning                |              | Tossene, Bohuslän   |       | 58.451643, 11.373896 | 10161200490001 | Ladda upp en bild av detta fornminne      |
| Tossene 50:1                              | Gravfält                    |              | Tossene, Bohuslän   |       | 58.450933, 11.379911 | 10161200500001 | Ladda upp en bild av detta fornminne      |
| Tossene 51:1                              | Hällristning                |              | Tossene, Bohuslän   |       | 58.450862, 11.365289 | 10161200510001 | Ladda upp en bild av detta fornminne      |
| Tossene 51:2                              | Hällristning                |              | Tossene, Bohuslän   |       | 58.450844, 11.365257 | 10161200510002 | Ladda upp en bild av detta fornminne      |
| Tossene 51:3                              | Hällristning                |              | Tossene, Bohuslän   |       | 58.450853, 11.365228 | 10161200510003 | Ladda upp en bild av detta fornminne      |
| Tossene 52:1                              | Hällristning                |              | Tossene, Bohuslän   |       | 58.450173, 11.363998 | 10161200520001 | Ladda upp en bild av detta fornminne      |
| Tossene 52:2                              | Hällristning                |              | Tossene, Bohuslän   |       | 58.450277, 11.363986 | 10161200520002 | Ladda upp en bild av detta fornminne      |
| Tossene 53:1                              | Hällristning                |              | Tossene, Bohuslän   |       | 58.446271, 11.370148 | 10161200530001 | Ladda upp en bild av detta fornminne      |
| Tossene 53:2                              | Hällristning                |              | Tossene, Bohuslän   |       | 58.446012, 11.369955 | 10161200530002 | Ladda upp en bild av detta fornminne      |
| Tossene 53:3                              | Hällristning                |              | Tossene, Bohuslän   |       | 58.446137, 11.370255 | 10161200530003 | Ladda upp en bild av detta fornminne      |
| Tossene 53:4                              | Hällristning                |              | Tossene, Bohuslän   |       | 58.445958, 11.370390 | 10161200530004 | Ladda upp en bild av detta fornminne      |
| Tossene 53:5                              | Hällristning                |              | Tossene, Bohuslän   |       | 58.445958, 11.370390 | 10161200530005 | Ladda upp en bild av detta fornminne      |
| Tossene 53:6                              | Hällristning                |              | Tossene, Bohuslän   |       | 58.445958, 11.370390 | 10161200530006 | Ladda upp en bild av detta fornminne      |
| Tossene 53:7                              | Hällristning                |              | Tossene, Bohuslän   |       | 58.445958, 11.370390 | 10161200530007 | Ladda upp en bild av detta fornminne      |
| Tossene 54:1                              | Hällristning                |              | Tossene, Bohuslän   |       | 58.445660, 11.371968 | 10161200540001 | Ladda upp en bild av detta fornminne      |
| Tossene 54:2                              | Hällristning                |              | Tossene, Bohuslän   |       | 58.445546, 11.371802 | 10161200540002 | Ladda upp en bild av detta fornminne      |
| Tossene 55:1                              | Hällristning                |              | Tossene, Bohuslän   |       | 58.445852, 11.373193 | 10161200550001 | Ladda upp en bild av detta fornminne      |
| Tossene 55:2                              | Hällristning                |              | Tossene, Bohuslän   |       | 58.445711, 11.373248 | 10161200550002 | Ladda upp en bild av detta fornminne      |
| Tossene 55:3                              | Hällristning                |              | Tossene, Bohuslän   |       | 58.445852, 11.373193 | 10161200550003 | Ladda upp en bild av detta fornminne      |
| Tossene 55:4                              | Hällristning                |              | Tossene, Bohuslän   |       | 58.445852, 11.373193 | 10161200550004 | Ladda upp en bild av detta fornminne      |
| Tossene 58:1                              | Hällristning                |              | Tossene, Bohuslän   |       | 58.446654, 11.376425 | 10161200580001 | Ladda upp en bild av detta fornminne      |
| Tossene 58:2                              | Hällristning                |              | Tossene, Bohuslän   |       | 58.446754, 11.376445 | 10161200580002 | Ladda upp en bild av detta fornminne      |
| Tossene 58:3                              | Hällristning                |              | Tossene, Bohuslän   |       | 58.446511, 11.376428 | 10161200580003 | Ladda upp en bild av detta fornminne      |
| Tossene 58:5                              | Hällristning                |              | Tossene, Bohuslän   |       | 58.446654, 11.376425 | 10161200580005 | Ladda upp en till bild av detta fornminne |
| Tossene 59:1                              | Hällristning                |              | Tossene, Bohuslän   |       | 58.446137, 11.379501 | 10161200590001 | Ladda upp en bild av detta fornminne      |
| Tossene 60:1                              | Hällristning                |              | Tossene, Bohuslän   |       | 58.443804, 11.380519 | 10161200600001 | Ladda upp en bild av detta fornminne      |
| Tossene 60:2                              | Hällristning                |              | Tossene, Bohuslän   |       | 58.443597, 11.380515 | 10161200600002 | Ladda upp en bild av detta fornminne      |
| Tossene 60:3                              | Hällristning                |              | Tossene, Bohuslän   |       | 58.443482, 11.380374 | 10161200600003 | Ladda upp en bild av detta fornminne      |
| Tossene 61:1                              | Hällristning                |              | Tossene, Bohuslän   |       | 58.443192, 11.379594 | 10161200610001 | Ladda upp en bild av detta fornminne      |
| Tossene 61:2                              | Hällristning                |              | Tossene, Bohuslän   |       | 58.443320, 11.379678 | 10161200610002 | Ladda upp en bild av detta fornminne      |
| Tossene 63:1                              | Hällristning                |              | Tossene, Bohuslän   |       | 58.450182, 11.367371 | 10161200630001 | Ladda upp en bild av detta fornminne      |
| Tossene 63:2                              | Hällristning                |              | Tossene, Bohuslän   |       | 58.450147, 11.367410 | 10161200630002 | Ladda upp en bild av detta fornminne      |
| Tossene 63:3                              | Hällristning                |              | Tossene, Bohuslän   |       | 58.450269, 11.367554 | 10161200630003 | Ladda upp en bild av detta fornminne      |
| Tossene 63:4                              | Hällristning                |              | Tossene, Bohuslän   |       | 58.450301, 11.367481 | 10161200630004 | Ladda upp en bild av detta fornminne      |
| Tossene 63:5                              | Hällristning                |              | Tossene, Bohuslän   |       | 58.450301, 11.367589 | 10161200630005 | Ladda upp en bild av detta fornminne      |
| Tossene 63:6                              | Hällristning                |              | Tossene, Bohuslän   |       | 58.450301, 11.367589 | 10161200630006 | Ladda upp en bild av detta fornminne      |
| Tossene 64:1                              | Stensättning                |              | Tossene, Bohuslän   |       | 58.445767, 11.373085 | 10161200640001 | Ladda upp en bild av detta fornminne      |
| Tossene 65:1                              | Hällristning                |              | Tossene, Bohuslän   |       | 58.446831, 11.385683 | 10161200650001 | Ladda upp en bild av detta fornminne      |
| Tossene 66:1                              | Hällristning                |              | Tossene, Bohuslän   |       | 58.459985, 11.413971 | 10161200660001 | Ladda upp en bild av detta fornminne      |
| Tossene 67:1                              | Hällristning                |              | Tossene, Bohuslän   |       | 58.450800, 11.397664 | 10161200670001 | Ladda upp en bild av detta fornminne      |
| Tossene 67:2                              | Hällristning                |              | Tossene, Bohuslän   |       | 58.450793, 11.397477 | 10161200670002 | Ladda upp en bild av detta fornminne      |
| Tossene 68:1                              | Hällristning                |              | Tossene, Bohuslän   |       | 58.454699, 11.397112 | 10161200680001 | Ladda upp en bild av detta fornminne      |
| Tossene 70:1                              | Hällristning                |              | Tossene, Bohuslän   |       | 58.448635, 11.411888 | 10161200700001 | Ladda upp en bild av detta fornminne      |
| Tossene 71:1                              | Hällristning                |              | Tossene, Bohuslän   |       | 58.446115, 11.425203 | 10161200710001 | Ladda upp en bild av detta fornminne      |
| Tossene 71:2                              | Hällristning                |              | Tossene, Bohuslän   |       | 58.445979, 11.425091 | 10161200710002 | Ladda upp en bild av detta fornminne      |
| Tossene 73:1                              | Hällristning                |              | Tossene, Bohuslän   |       | 58.441681, 11.430759 | 10161200730001 | Ladda upp en till bild av detta fornminne |
| Tossene 74:1                              | Hällristning                |              | Tossene, Bohuslän   |       | 58.421144, 11.385301 | 10161200740001 | Ladda upp en bild av detta fornminne      |
| Tossene 75:1                              | Hällristning                |              | Tossene, Bohuslän   |       | 58.427907, 11.378622 | 10161200750001 | Ladda upp en bild av detta fornminne      |
| Tossene 76:1                              | Hällristning                |              | Tossene, Bohuslän   |       | 58.429370, 11.372705 | 10161200760001 | Ladda upp en bild av detta fornminne      |
| Tossene 76:2                              | Hällristning                |              | Tossene, Bohuslän   |       | 58.429447, 11.372719 | 10161200760002 | Ladda upp en bild av detta fornminne      |
| Tossene 76:3                              | Hällristning                |              | Tossene, Bohuslän   |       | 58.429370, 11.372705 | 10161200760003 | Ladda upp en bild av detta fornminne      |
| Tossene 77:1                              | Hällristning                |              | Tossene, Bohuslän   |       | 58.416383, 11.376354 | 10161200770001 | Ladda upp en bild av detta fornminne      |
| Tossene 77:2                              | Hällristning                |              | Tossene, Bohuslän   |       | 58.416461, 11.376002 | 10161200770002 | Ladda upp en bild av detta fornminne      |
| Tossene 78:1                              | Hällristning                |              | Tossene, Bohuslän   |       | 58.416385, 11.376971 | 10161200780001 | Ladda upp en bild av detta fornminne      |
| Tossene 79:1                              | Hällristning                |              | Tossene, Bohuslän   |       | 58.415528, 11.374416 | 10161200790001 | Ladda upp en till bild av detta fornminne |
| Tossene 79:2                              | Hällristning                |              | Tossene, Bohuslän   |       | 58.415565, 11.374404 | 10161200790002 | Ladda upp en bild av detta fornminne      |
| Tossene 80:1                              | Hällristning                |              | Tossene, Bohuslän   |       | 58.415967, 11.374364 | 10161200800001 | Ladda upp en bild av detta fornminne      |
| Tossene 81:1                              | Hällristning                |              | Tossene, Bohuslän   |       | 58.409401, 11.380299 | 10161200810001 | Ladda upp en bild av detta fornminne      |
| Tossene 81:2                              | Hällristning                |              | Tossene, Bohuslän   |       | 58.409334, 11.380411 | 10161200810002 | Ladda upp en bild av detta fornminne      |
| Tossene 81:3                              | Hällristning                |              | Tossene, Bohuslän   |       | 58.409319, 11.380739 | 10161200810003 | Ladda upp en bild av detta fornminne      |
| Tossene 81:4                              | Hällristning                |              | Tossene, Bohuslän   |       | 58.409575, 11.380857 | 10161200810004 | Ladda upp en bild av detta fornminne      |
| Tossene 81:5                              | Hällristning                |              | Tossene, Bohuslän   |       | 58.409677, 11.380689 | 10161200810005 | Ladda upp en bild av detta fornminne      |
| Tossene 82:1                              | Hällristning                |              | Tossene, Bohuslän   |       | 58.415522, 11.381579 | 10161200820001 | Ladda upp en bild av detta fornminne      |
| Tossene 83:1                              | Hällristning                |              | Tossene, Bohuslän   |       | 58.414539, 11.380411 | 10161200830001 | Ladda upp en bild av detta fornminne      |
| Tossene 84:1                              | Hällristning                |              | Tossene, Bohuslän   |       | 58.414098, 11.381183 | 10161200840001 | Ladda upp en bild av detta fornminne      |
| Tossene 84:2                              | Hällristning                |              | Tossene, Bohuslän   |       | 58.414171, 11.381089 | 12000000127178 | Ladda upp en bild av detta fornminne      |
| Tossene 85:1                              | Hällristning                |              | Tossene, Bohuslän   |       | 58.421036, 11.377379 | 10161200850001 | Ladda upp en bild av detta fornminne      |
| Tossene 86:1                              | Hällristning                |              | Tossene, Bohuslän   |       | 58.422398, 11.387073 | 10161200860001 | Ladda upp en bild av detta fornminne      |
| Tossene 86:2                              | Hällristning                |              | Tossene, Bohuslän   |       | 58.422318, 11.386825 | 10161200860002 | Ladda upp en bild av detta fornminne      |
| Tossene 86:3                              | Hällristning                |              | Tossene, Bohuslän   |       | 58.422407, 11.386797 | 10161200860003 | Ladda upp en bild av detta fornminne      |
| Tossene 87:1                              | Hällristning                |              | Tossene, Bohuslän   |       | 58.422788, 11.386835 | 10161200870001 | Ladda upp en bild av detta fornminne      |
| Tossene 87:2                              | Hällristning                |              | Tossene, Bohuslän   |       | 58.422814, 11.386612 | 10161200870002 | Ladda upp en bild av detta fornminne      |
| Tossene 91:1                              | Hällristning                |              | Tossene, Bohuslän   |       | 58.458742, 11.399231 | 10161200910001 | Ladda upp en bild av detta fornminne      |
| Tossene 91:2                              | Hällristning                |              | Tossene, Bohuslän   |       | 58.458851, 11.399213 | 10161200910002 | Ladda upp en bild av detta fornminne      |
| Tossene 92:1                              | Hällristning                |              | Tossene, Bohuslän   |       | 58.469944, 11.360441 | 10161200920001 | Ladda upp en bild av detta fornminne      |
| Tossene 92:2                              | Hällristning                |              | Tossene, Bohuslän   |       | 58.470057, 11.360562 | 10161200920002 | Ladda upp en bild av detta fornminne      |
| Tossene 92:3                              | Hällristning                |              | Tossene, Bohuslän   |       | 58.470078, 11.360516 | 10161200920003 | Ladda upp en bild av detta fornminne      |
| Tossene 92:4                              | Hällristning                |              | Tossene, Bohuslän   |       | 58.469869, 11.360455 | 10161200920004 | Ladda upp en bild av detta fornminne      |
| Tossene 92:5                              | Hällristning                |              | Tossene, Bohuslän   |       | 58.469796, 11.360464 | 10161200920005 | Ladda upp en bild av detta fornminne      |
| Tossene 92:6                              | Hällristning                |              | Tossene, Bohuslän   |       | 58.469944, 11.360441 | 10161200920006 | Ladda upp en bild av detta fornminne      |
| Tossene 93:1                              | Hällristning                |              | Tossene, Bohuslän   |       | 58.470059, 11.361541 | 10161200930001 | Ladda upp en bild av detta fornminne      |
| Tossene 94:1                              | Hällristning                |              | Tossene, Bohuslän   |       | 58.472538, 11.358885 | 10161200940001 | Ladda upp en bild av detta fornminne      |
| Tossene 94:2                              | Hällristning                |              | Tossene, Bohuslän   |       | 58.472553, 11.359038 | 10161200940002 | Ladda upp en bild av detta fornminne      |
| Tossene 94:3                              | Hällristning                |              | Tossene, Bohuslän   |       | 58.472647, 11.358921 | 10161200940003 | Ladda upp en bild av detta fornminne      |
| Tossene 94:4                              | Hällristning                |              | Tossene, Bohuslän   |       | 58.472647, 11.358921 | 10161200940004 | Ladda upp en bild av detta fornminne      |
| Tossene 94:5                              | Hällristning                |              | Tossene, Bohuslän   |       | 58.472647, 11.358921 | 10161200940005 | Ladda upp en bild av detta fornminne      |
| Tossene 94:6                              | Hällristning                |              | Tossene, Bohuslän   |       | 58.472675, 11.359238 | 10161200940006 | Ladda upp en bild av detta fornminne      |
| Tossene 94:7                              | Hällristning                |              | Tossene, Bohuslän   |       | 58.472843, 11.359519 | 10161200940007 | Ladda upp en bild av detta fornminne      |
| Tossene 95:1                              | Hällristning                |              | Tossene, Bohuslän   |       | 58.476325, 11.358619 | 10161200950001 | Ladda upp en bild av detta fornminne      |
| Tossene 96:1                              | Hällristning                |              | Tossene, Bohuslän   |       | 58.478498, 11.355062 | 10161200960001 | Ladda upp en bild av detta fornminne      |
| Tossene 96:2                              | Hällristning                |              | Tossene, Bohuslän   |       | 58.478568, 11.355034 | 10161200960002 | Ladda upp en bild av detta fornminne      |
| Tossene 96:3                              | Hällristning                |              | Tossene, Bohuslän   |       | 58.478631, 11.355026 | 10161200960003 | Ladda upp en bild av detta fornminne      |
| Tossene 96:4                              | Hällristning                |              | Tossene, Bohuslän   |       | 58.478569, 11.355034 | 10161200960004 | Ladda upp en bild av detta fornminne      |
| Tossene 97:1                              | Hällristning                |              | Tossene, Bohuslän   |       | 58.479129, 11.357857 | 10161200970001 | Ladda upp en bild av detta fornminne      |
| Tossene 99:1                              | Hällristning                |              | Tossene, Bohuslän   |       | 58.477174, 11.353894 | 10161200990001 | Ladda upp en bild av detta fornminne      |
| Tossene 100:1                             | Hällristning                |              | Tossene, Bohuslän   |       | 58.477631, 11.353399 | 10161201000001 | Ladda upp en bild av detta fornminne      |
| Tossene 101:1                             | Hällristning                |              | Tossene, Bohuslän   |       | 58.478879, 11.351039 | 10161201010001 | Ladda upp en bild av detta fornminne      |
| Tossene 101:2                             | Hällristning                |              | Tossene, Bohuslän   |       | 58.478883, 11.351038 | 10161201010002 | Ladda upp en bild av detta fornminne      |
| Tossene 102:1                             | Hällristning                |              | Tossene, Bohuslän   |       | 58.475723, 11.359564 | 10161201020001 | Ladda upp en bild av detta fornminne      |
| Tossene 102:2                             | Hällristning                |              | Tossene, Bohuslän   |       | 58.475704, 11.359773 | 10161201020002 | Ladda upp en bild av detta fornminne      |
| Tossene 102:3                             | Hällristning                |              | Tossene, Bohuslän   |       | 58.475723, 11.359564 | 10161201020003 | Ladda upp en bild av detta fornminne      |
| Tossene 102:4                             | Hällristning                |              | Tossene, Bohuslän   |       | 58.475704, 11.359773 | 10161201020004 | Ladda upp en bild av detta fornminne      |
| Tossene 103:1                             | Hällristning                |              | Tossene, Bohuslän   |       | 58.478758, 11.367445 | 10161201030001 | Ladda upp en bild av detta fornminne      |
| Tossene 103:2                             | Hällristning                |              | Tossene, Bohuslän   |       | 58.478840, 11.367467 | 10161201030002 | Ladda upp en bild av detta fornminne      |
| Tossene 103:3                             | Hällristning                |              | Tossene, Bohuslän   |       | 58.478704, 11.367435 | 10161201030003 | Ladda upp en bild av detta fornminne      |
| Tossene 104:1                             | Hällristning                |              | Tossene, Bohuslän   |       | 58.472909, 11.368811 | 10161201040001 | Ladda upp en bild av detta fornminne      |
| Tossene 104:2                             | Hällristning                |              | Tossene, Bohuslän   |       | 58.472935, 11.368806 | 10161201040002 | Ladda upp en bild av detta fornminne      |
| Tossene 104:3                             | Hällristning                |              | Tossene, Bohuslän   |       | 58.472969, 11.368797 | 10161201040003 | Ladda upp en bild av detta fornminne      |
| Tossene 104:4                             | Hällristning                |              | Tossene, Bohuslän   |       | 58.472991, 11.368778 | 10161201040004 | Ladda upp en bild av detta fornminne      |
| Tossene 104:5                             | Hällristning                |              | Tossene, Bohuslän   |       | 58.473024, 11.368806 | 10161201040005 | Ladda upp en bild av detta fornminne      |
| Tossene 104:6                             | Hällristning                |              | Tossene, Bohuslän   |       | 58.473049, 11.368775 | 10161201040006 | Ladda upp en bild av detta fornminne      |
| Tossene 104:7                             | Hällristning                |              | Tossene, Bohuslän   |       | 58.473027, 11.368690 | 10161201040007 | Ladda upp en bild av detta fornminne      |
| Tossene 105:1                             | Hällristning                |              | Tossene, Bohuslän   |       | 58.475279, 11.370054 | 10161201050001 | Ladda upp en bild av detta fornminne      |
| Tossene 106:1                             | Hällristning                |              | Tossene, Bohuslän   |       | 58.462028, 11.348421 | 10161201060001 | Ladda upp en bild av detta fornminne      |
| Tossene 106:2                             | Hällristning                |              | Tossene, Bohuslän   |       | 58.461920, 11.348475 | 10161201060002 | Ladda upp en bild av detta fornminne      |
| Tossene 107:1                             | Hällristning                |              | Tossene, Bohuslän   |       | 58.466758, 11.332986 | 10161201070001 | Ladda upp en bild av detta fornminne      |
| Tossene 108:1                             | Hällristning                |              | Tossene, Bohuslän   |       | 58.482405, 11.422450 | 10161201080001 | Ladda upp en bild av detta fornminne      |
| Tossene 108:2                             | Hällristning                |              | Tossene, Bohuslän   |       | 58.482404, 11.422449 | 10161201080002 | Ladda upp en bild av detta fornminne      |
| Tossene 109:1                             | Hällristning                |              | Tossene, Bohuslän   |       | 58.487277, 11.422330 | 10161201090001 | Ladda upp en bild av detta fornminne      |
| Tossene 113:1                             | Hällristning                |              | Tossene, Bohuslän   |       | 58.486278, 11.435534 | 10161201130001 | Ladda upp en bild av detta fornminne      |
| Tossene 114:1                             | Hällristning                |              | Tossene, Bohuslän   |       | 58.448320, 11.319816 | 10161201140001 | Ladda upp en bild av detta fornminne      |
| Tossene 115:1                             | Hällristning                |              | Tossene, Bohuslän   |       | 58.437080, 11.305034 | 10161201150001 | Ladda upp en bild av detta fornminne      |
| Tossene 116:1                             | Hällristning                |              | Tossene, Bohuslän   |       | 58.447106, 11.373094 | 10161201160001 | Ladda upp en bild av detta fornminne      |
| Tossene 116:2                             | Hällristning                |              | Tossene, Bohuslän   |       | 58.447077, 11.373098 | 10161201160002 | Ladda upp en bild av detta fornminne      |
| Tossene 117:1                             | Hällristning                |              | Tossene, Bohuslän   |       | 58.447092, 11.365672 | 10161201170001 | Ladda upp en bild av detta fornminne      |
| Tossene 118:1                             | Hällristning                |              | Tossene, Bohuslän   |       | 58.445491, 11.374267 | 10161201180001 | Ladda upp en bild av detta fornminne      |
| Tossene 119:1                             | Hällristning                |              | Tossene, Bohuslän   |       | 58.447110, 11.375434 | 10161201190001 | Ladda upp en bild av detta fornminne      |
| Tossene 120:1                             | Hällristning                |              | Tossene, Bohuslän   |       | 58.449376, 11.384104 | 10161201200001 | Ladda upp en bild av detta fornminne      |
| Tossene 120:2                             | Hällristning                |              | Tossene, Bohuslän   |       | 58.449763, 11.384056 | 10161201200002 | Ladda upp en bild av detta fornminne      |
| Tossene 120:3                             | Hällristning                |              | Tossene, Bohuslän   |       | 58.449873, 11.384140 | 10161201200003 | Ladda upp en bild av detta fornminne      |
| Tossene 120:4                             | Hällristning                |              | Tossene, Bohuslän   |       | 58.449832, 11.383907 | 10161201200004 | Ladda upp en bild av detta fornminne      |
| Tossene 121:1                             | Hällristning                |              | Tossene, Bohuslän   |       | 58.448506, 11.384605 | 10161201210001 | Ladda upp en bild av detta fornminne      |
| Tossene 121:2                             | Hällristning                |              | Tossene, Bohuslän   |       | 58.448546, 11.384590 | 10161201210002 | Ladda upp en bild av detta fornminne      |
| Tossene 122:1                             | Hällristning                |              | Tossene, Bohuslän   |       | 58.444389, 11.426846 | 10161201220001 | Ladda upp en bild av detta fornminne      |
| Tossene 123:1                             | Hällristning                |              | Tossene, Bohuslän   |       | 58.449109, 11.374958 | 10161201230001 | Ladda upp en bild av detta fornminne      |
| Tossene 123:2                             | Hällristning                |              | Tossene, Bohuslän   |       | 58.449231, 11.375020 | 10161201230002 | Ladda upp en bild av detta fornminne      |
| Tossene 123:4                             | Hällristning                |              | Tossene, Bohuslän   |       | 58.449197, 11.375069 | 10161201230004 | Ladda upp en bild av detta fornminne      |
| Tossene 124:1                             | Hällristning                |              | Tossene, Bohuslän   |       | 58.449427, 11.374607 | 10161201240001 | Ladda upp en bild av detta fornminne      |
| Tossene 125:1                             | Hällristning                |              | Tossene, Bohuslän   |       | 58.442807, 11.381673 | 10161201250001 | Ladda upp en bild av detta fornminne      |
| Tossene 125:2                             | Stensättning                |              | Tossene, Bohuslän   |       | 58.443011, 11.381850 | 10161201250002 | Ladda upp en bild av detta fornminne      |
| Tossene 125:3                             | Hällristning                |              | Tossene, Bohuslän   |       | 58.443231, 11.381632 | 10161201250003 | Ladda upp en bild av detta fornminne      |
| Tossene 125:4                             | Hällristning                |              | Tossene, Bohuslän   |       | 58.442989, 11.382046 | 10161201250004 | Ladda upp en bild av detta fornminne      |
| Tossene 126:1                             | Hällristning                |              | Tossene, Bohuslän   |       | 58.442057, 11.382964 | 10161201260001 | Ladda upp en bild av detta fornminne      |
| Tossene 127:1                             | Hällristning                |              | Tossene, Bohuslän   |       | 58.442701, 11.383095 | 10161201270001 | Ladda upp en bild av detta fornminne      |
| Tossene 128:1                             | Hällristning                |              | Tossene, Bohuslän   |       | 58.443931, 11.383058 | 10161201280001 | Ladda upp en bild av detta fornminne      |
| Tossene 130:1                             | Hällristning                |              | Tossene, Bohuslän   |       | 58.442698, 11.381431 | 10161201300001 | Ladda upp en bild av detta fornminne      |
| Tossene 131:1                             | Hällristning                |              | Tossene, Bohuslän   |       | 58.447376, 11.376170 | 10161201310001 | Ladda upp en bild av detta fornminne      |
| Tossene 132:1                             | Hällristning                |              | Tossene, Bohuslän   |       | 58.447380, 11.375893 | 10161201320001 | Ladda upp en bild av detta fornminne      |
| Tossene 133:1                             | Hällristning                |              | Tossene, Bohuslän   |       | 58.448146, 11.376346 | 10161201330001 | Ladda upp en bild av detta fornminne      |
| Tossene 134:1                             | Hällristning                |              | Tossene, Bohuslän   |       | 58.443092, 11.381153 | 10161201340001 | Ladda upp en bild av detta fornminne      |
| Tossene 134:2                             | Hällristning                |              | Tossene, Bohuslän   |       | 58.443064, 11.381117 | 10161201340002 | Ladda upp en bild av detta fornminne      |
| Tossene 135:2                             | Hällristning                |              | Tossene, Bohuslän   |       | 58.444108, 11.382981 | 10161201350002 | Ladda upp en bild av detta fornminne      |
| Tossene 135:2(3)                          | Hällbild                    |              | Tossene, Bohuslän   |       | koordinater saknas   | 11114000009392 | Ladda upp en bild av detta fornminne      |
| Tossene 151:1                             | Gravfält                    |              | Tossene, Bohuslän   |       | 58.411392, 11.400424 | 10161201510001 | Ladda upp en bild av detta fornminne      |
| Tossene 152:1                             | Stensättning                |              | Tossene, Bohuslän   |       | 58.409894, 11.400314 | 10161201520001 | Ladda upp en bild av detta fornminne      |
| Tossene 152:2                             | Stensättning                |              | Tossene, Bohuslän   |       | 58.409784, 11.400260 | 10161201520002 | Ladda upp en bild av detta fornminne      |
| Tossene 153:1                             | Stenkrets                   |              | Tossene, Bohuslän   |       | 58.411777, 11.407286 | 10161201530001 | Ladda upp en bild av detta fornminne      |
| Tossene 153:2                             | Stenkrets                   |              | Tossene, Bohuslän   |       | 58.411803, 11.407488 | 10161201530002 | Ladda upp en bild av detta fornminne      |
| Glos Altare, Glose Altare (Tossene 157:1) | Stenkammargrav              |              | Tossene, Bohuslän   |       | 58.447424, 11.436943 | 10161201570001 | Ladda upp en till bild av detta fornminne |
| Tossene 159:1                             | Stensättning                |              | Tossene, Bohuslän   |       | 58.441315, 11.430156 | 10161201590001 | Ladda upp en bild av detta fornminne      |
| Tossene 162:1                             | Stenkammargrav              |              | Tossene, Bohuslän   |       | 58.438762, 11.433439 | 10161201620001 | Ladda upp en bild av detta fornminne      |
| Tossene 163:1                             | Fornborg                    |              | Tossene, Bohuslän   |       | 58.447341, 11.438335 | 10161201630001 | Ladda upp en bild av detta fornminne      |
| Tossene 165:1                             | Röse                        |              | Tossene, Bohuslän   |       | 58.434481, 11.425058 | 10161201650001 | Ladda upp en bild av detta fornminne      |
| Tossene 168:1                             | Röse                        |              | Tossene, Bohuslän   |       | 58.425435, 11.421336 | 10161201680001 | Ladda upp en bild av detta fornminne      |
| Tossene 168:2                             | Röse                        |              | Tossene, Bohuslän   |       | 58.425601, 11.421745 | 10161201680002 | Ladda upp en bild av detta fornminne      |
| Tossene 169:1                             | Röse                        |              | Tossene, Bohuslän   |       | 58.425814, 11.414761 | 10161201690001 | Ladda upp en bild av detta fornminne      |
| Tossene 170:1                             | Stensättning                |              | Tossene, Bohuslän   |       | 58.421161, 11.412908 | 10161201700001 | Ladda upp en bild av detta fornminne      |
| Tossene 170:2                             | Stensättning                |              | Tossene, Bohuslän   |       | 58.420969, 11.412828 | 10161201700002 | Ladda upp en bild av detta fornminne      |
| Tossene 175:1                             | Röse                        |              | Tossene, Bohuslän   |       | 58.426680, 11.408558 | 10161201750001 | Ladda upp en bild av detta fornminne      |
| Tossene 181:1                             | Hällristning                |              | Tossene, Bohuslän   |       | 58.446161, 11.374462 | 10161201810001 | Ladda upp en bild av detta fornminne      |
| Tossene 182:1                             | Hällristning                |              | Tossene, Bohuslän   |       | 58.446228, 11.376331 | 10161201820001 | Ladda upp en bild av detta fornminne      |
| Tossene 182:2                             | Hällristning                |              | Tossene, Bohuslän   |       | 58.446259, 11.376311 | 10161201820002 | Ladda upp en bild av detta fornminne      |
| Tossene 183:1                             | Hällristning                |              | Tossene, Bohuslän   |       | 58.448592, 11.371155 | 10161201830001 | Ladda upp en bild av detta fornminne      |
| Tossene 183:2                             | Hällristning                |              | Tossene, Bohuslän   |       | 58.448669, 11.371115 | 10161201830002 | Ladda upp en bild av detta fornminne      |
| Tossene 183:3                             | Hällristning                |              | Tossene, Bohuslän   |       | 58.448702, 11.370938 | 10161201830003 | Ladda upp en bild av detta fornminne      |
| Tossene 183:4                             | Hällristning                |              | Tossene, Bohuslän   |       | 58.448726, 11.370930 | 10161201830004 | Ladda upp en bild av detta fornminne      |
| Tossene 183:5                             | Hällristning                |              | Tossene, Bohuslän   |       | 58.448736, 11.370952 | 10161201830005 | Ladda upp en bild av detta fornminne      |
| Tossene 184:1                             | Hällristning                |              | Tossene, Bohuslän   |       | 58.440812, 11.428243 | 10161201840001 | Ladda upp en bild av detta fornminne      |
| Tossene 184:2                             | Hällristning                |              | Tossene, Bohuslän   |       | 58.440661, 11.428003 | 10161201840002 | Ladda upp en bild av detta fornminne      |
| Tossene 204:1                             | Gravfält                    |              | Tossene, Bohuslän   |       | 58.469313, 11.450082 | 10161202040001 | Ladda upp en bild av detta fornminne      |
| Tossene 207:1                             | Röse                        |              | Tossene, Bohuslän   |       | 58.432944, 11.301436 | 10161202070001 | Ladda upp en bild av detta fornminne      |
| Tossene 208:1                             | Gravfält                    |              | Tossene, Bohuslän   |       | 58.434828, 11.295093 | 10161202080001 | Ladda upp en bild av detta fornminne      |
| Tossene 209:1                             | Begravningsplats            |              | Tossene, Bohuslän   |       | 58.437288, 11.296050 | 10161202090001 | Ladda upp en bild av detta fornminne      |
| Tossene 210:1                             | Stenkammargrav              |              | Tossene, Bohuslän   |       | 58.438458, 11.300522 | 10161202100001 | Ladda upp en bild av detta fornminne      |
| Tossene 214:1                             | Röse                        |              | Tossene, Bohuslän   |       | 58.457904, 11.293912 | 10161202140001 | Ladda upp en bild av detta fornminne      |
| Tossene 214:2                             | Röse                        |              | Tossene, Bohuslän   |       | 58.457597, 11.294268 | 10161202140002 | Ladda upp en bild av detta fornminne      |
| Tossene 215:1                             | Röse                        |              | Tossene, Bohuslän   |       | 58.456043, 11.295281 | 10161202150001 | Ladda upp en bild av detta fornminne      |
| Tossene 216:1                             | Stenkammargrav              |              | Tossene, Bohuslän   |       | 58.440140, 11.321580 | 10161202160001 | Ladda upp en bild av detta fornminne      |
| Tossene 218:1                             | Gravfält                    |              | Tossene, Bohuslän   |       | 58.448850, 11.319332 | 10161202180001 | Ladda upp en bild av detta fornminne      |
| Tossene 220:1                             | Gravfält                    |              | Tossene, Bohuslän   |       | 58.451079, 11.318914 | 10161202200001 | Ladda upp en bild av detta fornminne      |
| Keberget (Tossene 221:1)                  | Fornborg                    |              | Tossene, Bohuslän   |       | 58.453811, 11.317659 | 10161202210001 | Ladda upp en bild av detta fornminne      |
| Tossene 223:1                             | Röse                        |              | Tossene, Bohuslän   |       | 58.460982, 11.311401 | 10161202230001 | Ladda upp en bild av detta fornminne      |
| Tossene 226:1                             | Stenkrets                   |              | Tossene, Bohuslän   |       | 58.444293, 11.333783 | 10161202260001 | Ladda upp en bild av detta fornminne      |
| Tossene 226:2                             | Stenkrets                   |              | Tossene, Bohuslän   |       | 58.444257, 11.333995 | 10161202260002 | Ladda upp en bild av detta fornminne      |
| Tossene 227:1                             | Röse                        |              | Tossene, Bohuslän   |       | 58.442488, 11.339907 | 10161202270001 | Ladda upp en bild av detta fornminne      |
| Tossene 228:1                             | Röse                        |              | Tossene, Bohuslän   |       | 58.451627, 11.344523 | 10161202280001 | Ladda upp en bild av detta fornminne      |
| Tossene 230:1                             | Röse                        |              | Tossene, Bohuslän   |       | 58.452049, 11.360929 | 10161202300001 | Ladda upp en bild av detta fornminne      |
| Tossene 231:1                             | Röse                        |              | Tossene, Bohuslän   |       | 58.451460, 11.364078 | 10161202310001 | Ladda upp en bild av detta fornminne      |
| Tossene 232:1                             | Stensättning                |              | Tossene, Bohuslän   |       | 58.449009, 11.365352 | 10161202320001 | Ladda upp en bild av detta fornminne      |
| Tossene 232:2                             | Stensättning                |              | Tossene, Bohuslän   |       | 58.448824, 11.365063 | 10161202320002 | Ladda upp en bild av detta fornminne      |
| Batterihögarna (Tossene 233:1)            | Gravfält                    |              | Tossene, Bohuslän   |       | 58.446451, 11.375048 | 10161202330001 | Ladda upp en till bild av detta fornminne |
| Tossene 237:1                             | Röse                        |              | Tossene, Bohuslän   |       | 58.457263, 11.370715 | 10161202370001 | Ladda upp en bild av detta fornminne      |
| Tossene 237:2                             | Röse                        |              | Tossene, Bohuslän   |       | 58.457133, 11.371300 | 10161202370002 | Ladda upp en bild av detta fornminne      |
| Tossene 238:1                             | Gravfält                    |              | Tossene, Bohuslän   |       | 58.454325, 11.390907 | 10161202380001 | Ladda upp en bild av detta fornminne      |
| Tossene 239:3                             | Hällristning                |              | Tossene, Bohuslän   |       | 58.445073, 11.380099 | 10161202390003 | Ladda upp en bild av detta fornminne      |
| Tossene 240:1                             | Gravfält                    |              | Tossene, Bohuslän   |       | 58.434958, 11.372027 | 10161202400001 | Ladda upp en bild av detta fornminne      |
| Tossene 242:1                             | Stenkammargrav              |              | Tossene, Bohuslän   |       | 58.447946, 11.409222 | 10161202420001 | Ladda upp en bild av detta fornminne      |
| Tossene 243:1                             | Stensättning                |              | Tossene, Bohuslän   |       | 58.449132, 11.410582 | 10161202430001 | Ladda upp en bild av detta fornminne      |
| Tossene 246:1                             | Hög                         |              | Tossene, Bohuslän   |       | 58.451077, 11.416382 | 10161202460001 | Ladda upp en bild av detta fornminne      |
| Tossene 246:2                             | Stenkrets                   |              | Tossene, Bohuslän   |       | 58.450747, 11.416686 | 10161202460002 | Ladda upp en bild av detta fornminne      |
| Tossene 247:1                             | Röse                        |              | Tossene, Bohuslän   |       | 58.453289, 11.409978 | 10161202470001 | Ladda upp en bild av detta fornminne      |
| Tossene 248:1                             | Röse                        |              | Tossene, Bohuslän   |       | 58.456552, 11.422338 | 10161202480001 | Ladda upp en bild av detta fornminne      |
| Tossene 250:1                             | Röse                        |              | Tossene, Bohuslän   |       | 58.449622, 11.424224 | 10161202500001 | Ladda upp en bild av detta fornminne      |
| Tossene 251:1                             | Hög                         |              | Tossene, Bohuslän   |       | 58.445200, 11.427182 | 10161202510001 | Ladda upp en bild av detta fornminne      |
| Tossene 251:3                             | Hög                         |              | Tossene, Bohuslän   |       | 58.445014, 11.427053 | 10161202510003 | Ladda upp en bild av detta fornminne      |
| Tossene 252:1                             | Hög                         |              | Tossene, Bohuslän   |       | 58.446827, 11.426663 | 10161202520001 | Ladda upp en bild av detta fornminne      |
| Tossene 253:1                             | Röse                        |              | Tossene, Bohuslän   |       | 58.441423, 11.422976 | 10161202530001 | Ladda upp en bild av detta fornminne      |
| Tossene 253:2                             | Röse                        |              | Tossene, Bohuslän   |       | 58.441345, 11.422813 | 10161202530002 | Ladda upp en bild av detta fornminne      |
| Tossene 255:1                             | Röse                        |              | Tossene, Bohuslän   |       | 58.438729, 11.414238 | 10161202550001 | Ladda upp en bild av detta fornminne      |
| Tossene 256:1                             | Röse                        |              | Tossene, Bohuslän   |       | 58.435203, 11.410024 | 10161202560001 | Ladda upp en bild av detta fornminne      |
| Tossene 256:2                             | Röse                        |              | Tossene, Bohuslän   |       | 58.435472, 11.410009 | 10161202560002 | Ladda upp en bild av detta fornminne      |
| Tossene 266:1                             | Röse                        |              | Tossene, Bohuslän   |       | 58.418986, 11.392634 | 10161202660001 | Ladda upp en bild av detta fornminne      |
| Tossene 268:1                             | Stenkammargrav              |              | Tossene, Bohuslän   |       | 58.416154, 11.388653 | 10161202680001 | Ladda upp en bild av detta fornminne      |
| Tossene 269:1                             | Röse                        |              | Tossene, Bohuslän   |       | 58.412913, 11.383139 | 10161202690001 | Ladda upp en bild av detta fornminne      |
| Tossene 270:1                             | Röse                        |              | Tossene, Bohuslän   |       | 58.418140, 11.378665 | 10161202700001 | Ladda upp en bild av detta fornminne      |
| Tossene 271:1                             | Röse                        |              | Tossene, Bohuslän   |       | 58.411410, 11.372197 | 10161202710001 | Ladda upp en bild av detta fornminne      |
| Tossene 272:1                             | Gravfält                    |              | Tossene, Bohuslän   |       | 58.423415, 11.385509 | 10161202720001 | Ladda upp en bild av detta fornminne      |
| Tossene 273:1                             | Röse                        |              | Tossene, Bohuslän   |       | 58.404989, 11.376575 | 10161202730001 | Ladda upp en bild av detta fornminne      |
| Tossene 275:1                             | Röse                        |              | Tossene, Bohuslän   |       | 58.431296, 11.370180 | 10161202750001 | Ladda upp en bild av detta fornminne      |
| Tossene 276:1                             | Röse                        |              | Tossene, Bohuslän   |       | 58.431782, 11.368305 | 10161202760001 | Ladda upp en bild av detta fornminne      |
| Tossene 276:2                             | Röse                        |              | Tossene, Bohuslän   |       | 58.431684, 11.368077 | 10161202760002 | Ladda upp en bild av detta fornminne      |
| Tossene 277:1                             | Gravfält                    |              | Tossene, Bohuslän   |       | 58.430540, 11.372739 | 10161202770001 | Ladda upp en bild av detta fornminne      |
| Tossene 278:1                             | Röse                        |              | Tossene, Bohuslän   |       | 58.461853, 11.439962 | 10161202780001 | Ladda upp en bild av detta fornminne      |
| Tossene 281:3                             | Hög                         |              | Tossene, Bohuslän   |       | 58.460915, 11.408963 | 10161202810003 | Ladda upp en bild av detta fornminne      |
| Tossene 283:1                             | Röse                        |              | Tossene, Bohuslän   |       | 58.450520, 11.295628 | 10161202830001 | Ladda upp en bild av detta fornminne      |
| Tossene 284:1                             | Hög                         |              | Tossene, Bohuslän   |       | 58.463475, 11.399364 | 10161202840001 | Ladda upp en bild av detta fornminne      |
| Tossene 284:2                             | Hög                         |              | Tossene, Bohuslän   |       | 58.463554, 11.399078 | 10161202840002 | Ladda upp en bild av detta fornminne      |
| Tossene 285:1                             | Röse                        |              | Tossene, Bohuslän   |       | 58.464001, 11.366969 | 10161202850001 | Ladda upp en bild av detta fornminne      |
| Tossene 285:2                             | Röse                        |              | Tossene, Bohuslän   |       | 58.463985, 11.366758 | 10161202850002 | Ladda upp en bild av detta fornminne      |
| Tossene 285:4                             | Hällristning                |              | Tossene, Bohuslän   |       | 58.463788, 11.366791 | 10161202850004 | Ladda upp en bild av detta fornminne      |
| Tossene 286:1                             | Röse                        |              | Tossene, Bohuslän   |       | 58.464762, 11.370574 | 10161202860001 | Ladda upp en bild av detta fornminne      |
| Tossene 287:1                             | Gravfält                    |              | Tossene, Bohuslän   |       | 58.467859, 11.377102 | 10161202870001 | Ladda upp en bild av detta fornminne      |
| Tossene 288:1                             | Stensättning                |              | Tossene, Bohuslän   |       | 58.462603, 11.369087 | 10161202880001 | Ladda upp en bild av detta fornminne      |
| Tossene 288:2                             | Stensättning                |              | Tossene, Bohuslän   |       | 58.462599, 11.369254 | 10161202880002 | Ladda upp en bild av detta fornminne      |
| Tossene 288:3                             | Stensättning                |              | Tossene, Bohuslän   |       | 58.462662, 11.369080 | 10161202880003 | Ladda upp en bild av detta fornminne      |
| Tossene 288:4                             | Stensättning                |              | Tossene, Bohuslän   |       | 58.462681, 11.369240 | 10161202880004 | Ladda upp en bild av detta fornminne      |
| Tossene 292:1                             | Gravfält                    |              | Tossene, Bohuslän   |       | 58.476266, 11.360334 | 10161202920001 | Ladda upp en bild av detta fornminne      |
| Tossene 293:1                             | Hög                         |              | Tossene, Bohuslän   |       | 58.477231, 11.361770 | 10161202930001 | Ladda upp en bild av detta fornminne      |
| Tossene 293:2                             | Hög                         |              | Tossene, Bohuslän   |       | 58.477167, 11.361969 | 10161202930002 | Ladda upp en bild av detta fornminne      |
| Tossene 293:3                             | Stensättning                |              | Tossene, Bohuslän   |       | 58.477049, 11.361711 | 10161202930003 | Ladda upp en bild av detta fornminne      |
| Tossene 294:1                             | Stensättning                |              | Tossene, Bohuslän   |       | 58.477864, 11.360924 | 10161202940001 | Ladda upp en bild av detta fornminne      |
| Tossene 295:1                             | Stensättning                |              | Tossene, Bohuslän   |       | 58.478216, 11.358114 | 10161202950001 | Ladda upp en bild av detta fornminne      |
| Tossene 295:2                             | Röse                        |              | Tossene, Bohuslän   |       | 58.478034, 11.357241 | 10161202950002 | Ladda upp en bild av detta fornminne      |
| Tossene 295:3                             | Stensättning                |              | Tossene, Bohuslän   |       | 58.478137, 11.358924 | 10161202950003 | Ladda upp en bild av detta fornminne      |
| Tossene 296:1                             | Röse                        |              | Tossene, Bohuslän   |       | 58.453530, 11.307582 | 10161202960001 | Ladda upp en bild av detta fornminne      |
| Tossene 296:2                             | Röse                        |              | Tossene, Bohuslän   |       | 58.453445, 11.307715 | 10161202960002 | Ladda upp en bild av detta fornminne      |
| Tossene 296:3                             | Röse                        |              | Tossene, Bohuslän   |       | 58.453434, 11.307855 | 10161202960003 | Ladda upp en bild av detta fornminne      |
| Tossene 297:1                             | Gravfält                    |              | Tossene, Bohuslän   |       | 58.478938, 11.356798 | 10161202970001 | Ladda upp en bild av detta fornminne      |
| Tossene 299:1                             | Stenkrets                   |              | Tossene, Bohuslän   |       | 58.479892, 11.356382 | 10161202990001 | Ladda upp en bild av detta fornminne      |
| Tossene 300:1                             | Grav markerad av sten/block |              | Tossene, Bohuslän   |       | 58.480071, 11.356641 | 10161203000001 | Ladda upp en bild av detta fornminne      |
| Tossene 300:2                             | Grav markerad av sten/block |              | Tossene, Bohuslän   |       | 58.480020, 11.356699 | 10161203000002 | Ladda upp en bild av detta fornminne      |
| Tossene 301:1                             | Stenkrets                   |              | Tossene, Bohuslän   |       | 58.479736, 11.357032 | 10161203010001 | Ladda upp en bild av detta fornminne      |
| Tossene 302:1                             | Röse                        |              | Tossene, Bohuslän   |       | 58.478969, 11.362484 | 10161203020001 | Ladda upp en bild av detta fornminne      |
| Tossene 302:2                             | Röse                        |              | Tossene, Bohuslän   |       | 58.479063, 11.362591 | 10161203020002 | Ladda upp en bild av detta fornminne      |
| Tossene 303:1                             | Röse                        |              | Tossene, Bohuslän   |       | 58.480835, 11.347907 | 10161203030001 | Ladda upp en bild av detta fornminne      |
| Tossene 304:1                             | Hög                         |              | Tossene, Bohuslän   |       | 58.422328, 11.384784 | 10161203040001 | Ladda upp en bild av detta fornminne      |
| Tossene 304:2                             | Hög                         |              | Tossene, Bohuslän   |       | 58.422284, 11.384998 | 10161203040002 | Ladda upp en bild av detta fornminne      |
| Tossene 309:1                             | Hög                         |              | Tossene, Bohuslän   |       | 58.464674, 11.340043 | 10161203090001 | Ladda upp en bild av detta fornminne      |
| Tossene 309:2                             | Hög                         |              | Tossene, Bohuslän   |       | 58.464619, 11.340273 | 10161203090002 | Ladda upp en bild av detta fornminne      |
| Tossene 310:1                             | Gravfält                    |              | Tossene, Bohuslän   |       | 58.466123, 11.328160 | 10161203100001 | Ladda upp en bild av detta fornminne      |
| Tossene 311:1                             | Röse                        |              | Tossene, Bohuslän   |       | 58.478251, 11.327745 | 10161203110001 | Ladda upp en bild av detta fornminne      |
| Tossene 312:1                             | Röse                        |              | Tossene, Bohuslän   |       | 58.478054, 11.328527 | 10161203120001 | Ladda upp en bild av detta fornminne      |
| Tossene 313:1                             | Röse                        |              | Tossene, Bohuslän   |       | 58.479531, 11.331575 | 10161203130001 | Ladda upp en bild av detta fornminne      |
| Tossene 315:1                             | Röse                        |              | Tossene, Bohuslän   |       | 58.482231, 11.339835 | 10161203150001 | Ladda upp en bild av detta fornminne      |
| Tossene 340:1                             | Röse                        |              | Tossene, Bohuslän   |       | 58.464797, 11.294011 | 10161203400001 | Ladda upp en bild av detta fornminne      |
| Tossene 340:2                             | Röse                        |              | Tossene, Bohuslän   |       | 58.465014, 11.293811 | 10161203400002 | Ladda upp en bild av detta fornminne      |
| Tossene 341:1                             | Röse                        |              | Tossene, Bohuslän   |       | 58.465610, 11.299548 | 10161203410001 | Ladda upp en bild av detta fornminne      |
| Tossene 341:2                             | Röse                        |              | Tossene, Bohuslän   |       | 58.465504, 11.298859 | 10161203410002 | Ladda upp en bild av detta fornminne      |
| Tossene 342:1                             | Fiskeläge                   |              | Tossene, Bohuslän   |       | 58.464813, 11.299391 | 10161203420001 | Ladda upp en bild av detta fornminne      |
| Tossene 343:1                             | Röse                        |              | Tossene, Bohuslän   |       | 58.473456, 11.309108 | 10161203430001 | Ladda upp en bild av detta fornminne      |
| Tossene 344:1                             | Röse                        |              | Tossene, Bohuslän   |       | 58.449497, 11.258653 | 10161203440001 | Ladda upp en bild av detta fornminne      |
| Tossene 345:1                             | Gravfält                    |              | Tossene, Bohuslän   |       | 58.448914, 11.260195 | 10161203450001 | Ladda upp en bild av detta fornminne      |
| Tossene 346:1                             | Fiskeläge                   |              | Tossene, Bohuslän   |       | 58.453537, 11.254099 | 10161203460001 | Ladda upp en bild av detta fornminne      |
| Tossene 354:1                             | Grav markerad av sten/block |              | Tossene, Bohuslän   |       | 58.487848, 11.402730 | 10161203540001 | Ladda upp en bild av detta fornminne      |
| Tossene 354:2                             | Grav markerad av sten/block |              | Tossene, Bohuslän   |       | 58.487894, 11.402895 | 10161203540002 | Ladda upp en bild av detta fornminne      |
| Tossene 367:1                             | Röse                        |              | Tossene, Bohuslän   |       | 58.450204, 11.438318 | 10161203670001 | Ladda upp en bild av detta fornminne      |
| Tossene 368:1                             | Röse                        |              | Tossene, Bohuslän   |       | 58.457351, 11.448310 | 10161203680001 | Ladda upp en bild av detta fornminne      |
| Tossene 374:1                             | Hällristning                |              | Tossene, Bohuslän   |       | 58.446020, 11.373787 | 10161203740001 | Ladda upp en bild av detta fornminne      |
| Tossene 374:2                             | Hällristning                |              | Tossene, Bohuslän   |       | 58.445806, 11.373434 | 10161203740002 | Ladda upp en bild av detta fornminne      |
| Tossene 375:1                             | Hällristning                |              | Tossene, Bohuslän   |       | 58.445497, 11.373629 | 10161203750001 | Ladda upp en bild av detta fornminne      |
| Tossene 375:2                             | Hällristning                |              | Tossene, Bohuslän   |       | 58.445514, 11.373795 | 10161203750002 | Ladda upp en bild av detta fornminne      |
| Tossene 375:3                             | Hällristning                |              | Tossene, Bohuslän   |       | 58.445514, 11.373795 | 10161203750003 | Ladda upp en bild av detta fornminne      |
| Tossene 375:4                             | Hällristning                |              | Tossene, Bohuslän   |       | 58.445408, 11.373680 | 10161203750004 | Ladda upp en bild av detta fornminne      |
| Tossene 375:5                             | Hällristning                |              | Tossene, Bohuslän   |       | 58.445497, 11.373629 | 10161203750005 | Ladda upp en bild av detta fornminne      |
| Tossene 375:6                             | Hällristning                |              | Tossene, Bohuslän   |       | 58.445308, 11.373856 | 10161203750006 | Ladda upp en bild av detta fornminne      |
| Tossene 376:1                             | Hällristning                |              | Tossene, Bohuslän   |       | 58.445907, 11.372087 | 10161203760001 | Ladda upp en bild av detta fornminne      |
| Tossene 377:1                             | Hällristning                |              | Tossene, Bohuslän   |       | 58.440585, 11.371426 | 10161203770001 | Ladda upp en bild av detta fornminne      |
| Tossene 378:1                             | Hällristning                |              | Tossene, Bohuslän   |       | 58.415404, 11.382090 | 10161203780001 | Ladda upp en bild av detta fornminne      |
| Tossene 378:2                             | Hällristning                |              | Tossene, Bohuslän   |       | 58.415521, 11.382094 | 10161203780002 | Ladda upp en bild av detta fornminne      |
| Tossene 379:1                             | Hällristning                |              | Tossene, Bohuslän   |       | 58.415705, 11.379502 | 10161203790001 | Ladda upp en bild av detta fornminne      |
| Tossene 381:1                             | Hällristning                |              | Tossene, Bohuslän   |       | 58.478936, 11.357284 | 10161203810001 | Ladda upp en bild av detta fornminne      |
| Tossene 381:2                             | Hällristning                |              | Tossene, Bohuslän   |       | 58.478874, 11.357206 | 10161203810002 | Ladda upp en bild av detta fornminne      |
| Tossene 382:2                             | Stensättning                |              | Tossene, Bohuslän   |       | 58.439165, 11.436401 | 10161203820002 | Ladda upp en bild av detta fornminne      |
| Tossene 385:1                             | Hällristning                |              | Tossene, Bohuslän   |       | 58.441084, 11.427199 | 10161203850001 | Ladda upp en bild av detta fornminne      |
| Tossene 390:1                             | Grav markerad av sten/block |              | Tossene, Bohuslän   |       | 58.439902, 11.436383 | 10161203900001 | Ladda upp en bild av detta fornminne      |
| Tossene 390:2                             | Stensättning                |              | Tossene, Bohuslän   |       | 58.439723, 11.435957 | 10161203900002 | Ladda upp en bild av detta fornminne      |
| Tossene 391:1                             | Hällristning                |              | Tossene, Bohuslän   |       | 58.437188, 11.431462 | 10161203910001 | Ladda upp en bild av detta fornminne      |
| Tossene 392:1                             | Hällristning                |              | Tossene, Bohuslän   |       | 58.419044, 11.387006 | 10161203920001 | Ladda upp en bild av detta fornminne      |
| Tossene 393:1                             | Hällristning                |              | Tossene, Bohuslän   |       | 58.418518, 11.387977 | 10161203930001 | Ladda upp en bild av detta fornminne      |
| Tossene 394:1                             | Hällristning                |              | Tossene, Bohuslän   |       | 58.418287, 11.387233 | 10161203940001 | Ladda upp en bild av detta fornminne      |
| Tossene 395:1                             | Hällristning                |              | Tossene, Bohuslän   |       | 58.417708, 11.388192 | 10161203950001 | Ladda upp en bild av detta fornminne      |
| Tossene 395:2                             | Hällristning                |              | Tossene, Bohuslän   |       | 58.417699, 11.387820 | 10161203950002 | Ladda upp en bild av detta fornminne      |
| Tossene 395:3                             | Hällristning                |              | Tossene, Bohuslän   |       | 58.417699, 11.387820 | 10161203950003 | Ladda upp en bild av detta fornminne      |
| Tossene 396:1                             | Hällristning                |              | Tossene, Bohuslän   |       | 58.417341, 11.389624 | 10161203960001 | Ladda upp en bild av detta fornminne      |
| Tossene 397:1                             | Stensättning                |              | Tossene, Bohuslän   |       | 58.419233, 11.390566 | 10161203970001 | Ladda upp en bild av detta fornminne      |
| Tossene 399:1                             | Hällristning                |              | Tossene, Bohuslän   |       | 58.419041, 11.389389 | 10161203990001 | Ladda upp en bild av detta fornminne      |
| Tossene 400:1                             | Hällristning                |              | Tossene, Bohuslän   |       | 58.418671, 11.384686 | 10161204000001 | Ladda upp en bild av detta fornminne      |
| Tossene 401:1                             | Hällristning                |              | Tossene, Bohuslän   |       | 58.446597, 11.379076 | 10161204010001 | Ladda upp en bild av detta fornminne      |
| Tossene 402:1                             | Hällristning                |              | Tossene, Bohuslän   |       | 58.452545, 11.380714 | 10161204020001 | Ladda upp en bild av detta fornminne      |
| Tossene 403:1                             | Hällristning                |              | Tossene, Bohuslän   |       | 58.453608, 11.380347 | 10161204030001 | Ladda upp en bild av detta fornminne      |
| Tossene 403:2                             | Hällristning                |              | Tossene, Bohuslän   |       | 58.453902, 11.380442 | 10161204030002 | Ladda upp en bild av detta fornminne      |
| Tossene 403:3                             | Hällristning                |              | Tossene, Bohuslän   |       | 58.453800, 11.380212 | 10161204030003 | Ladda upp en bild av detta fornminne      |
| Tossene 404:1                             | Hällristning                |              | Tossene, Bohuslän   |       | 58.452366, 11.371044 | 10161204040001 | Ladda upp en bild av detta fornminne      |
| Tossene 404:2                             | Hällristning                |              | Tossene, Bohuslän   |       | 58.452333, 11.371091 | 10161204040002 | Ladda upp en bild av detta fornminne      |
| Tossene 405:1                             | Hällristning                |              | Tossene, Bohuslän   |       | 58.453050, 11.374228 | 10161204050001 | Ladda upp en bild av detta fornminne      |
| Tossene 407:1                             | Hällristning                |              | Tossene, Bohuslän   |       | 58.473567, 11.360129 | 10161204070001 | Ladda upp en bild av detta fornminne      |
| Tossene 408:1                             | Hällristning                |              | Tossene, Bohuslän   |       | 58.473333, 11.361262 | 10161204080001 | Ladda upp en bild av detta fornminne      |
| Tossene 408:2                             | Hällristning                |              | Tossene, Bohuslän   |       | 58.473054, 11.361291 | 10161204080002 | Ladda upp en bild av detta fornminne      |
| Tossene 408:3                             | Hällristning                |              | Tossene, Bohuslän   |       | 58.473055, 11.361287 | 10161204080003 | Ladda upp en bild av detta fornminne      |
| Tossene 408:4                             | Hällristning                |              | Tossene, Bohuslän   |       | 58.473336, 11.361257 | 10161204080004 | Ladda upp en bild av detta fornminne      |
| Tossene 408:5                             | Hällristning                |              | Tossene, Bohuslän   |       | 58.473334, 11.361268 | 10161204080005 | Ladda upp en bild av detta fornminne      |
| Tossene 408:6                             | Hällristning                |              | Tossene, Bohuslän   |       | 58.473333, 11.361257 | 10161204080006 | Ladda upp en bild av detta fornminne      |
| Tossene 409:1                             | Hällristning                |              | Tossene, Bohuslän   |       | 58.472605, 11.359683 | 10161204090001 | Ladda upp en bild av detta fornminne      |
| Tossene 410:1                             | Hällristning                |              | Tossene, Bohuslän   |       | 58.476984, 11.357305 | 10161204100001 | Ladda upp en bild av detta fornminne      |
| Tossene 410:2                             | Hällristning                |              | Tossene, Bohuslän   |       | 58.476975, 11.357530 | 10161204100002 | Ladda upp en bild av detta fornminne      |
| Tossene 410:3                             | Hällristning                |              | Tossene, Bohuslän   |       | 58.477170, 11.357468 | 10161204100003 | Ladda upp en bild av detta fornminne      |
| Tossene 410:4                             | Hällristning                |              | Tossene, Bohuslän   |       | 58.476833, 11.357829 | 10161204100004 | Ladda upp en bild av detta fornminne      |
| Tossene 411:1                             | Hällristning                |              | Tossene, Bohuslän   |       | 58.462226, 11.339731 | 10161204110001 | Ladda upp en bild av detta fornminne      |
| Tossene 413:1                             | Hällristning                |              | Tossene, Bohuslän   |       | 58.456927, 11.391378 | 10161204130001 | Ladda upp en bild av detta fornminne      |
| Tossene 413:2                             | Hällristning                |              | Tossene, Bohuslän   |       | 58.456920, 11.391428 | 10161204130002 | Ladda upp en bild av detta fornminne      |
| Tossene 413:3                             | Hällristning                |              | Tossene, Bohuslän   |       | 58.456951, 11.391457 | 10161204130003 | Ladda upp en bild av detta fornminne      |
| Tossene 413:4                             | Hällristning                |              | Tossene, Bohuslän   |       | 58.456913, 11.391347 | 10161204130004 | Ladda upp en bild av detta fornminne      |
| Tossene 415:1                             | Hällristning                |              | Tossene, Bohuslän   |       | 58.454395, 11.367136 | 10161204150001 | Ladda upp en bild av detta fornminne      |
| Tossene 416:1                             | Hällristning                |              | Tossene, Bohuslän   |       | 58.446616, 11.373177 | 10161204160001 | Ladda upp en bild av detta fornminne      |
| Tossene 417:1                             | Hällristning                |              | Tossene, Bohuslän   |       | 58.446275, 11.372069 | 10161204170001 | Ladda upp en bild av detta fornminne      |
| Tossene 418:1                             | Hällristning                |              | Tossene, Bohuslän   |       | 58.456163, 11.387945 | 10161204180001 | Ladda upp en bild av detta fornminne      |
| Tossene 419:1                             | Hällristning                |              | Tossene, Bohuslän   |       | 58.454293, 11.339318 | 10161204190001 | Ladda upp en bild av detta fornminne      |
| Tossene 420:1                             | Hällristning                |              | Tossene, Bohuslän   |       | 58.455598, 11.339628 | 10161204200001 | Ladda upp en bild av detta fornminne      |
| Tossene 421:1                             | Hällristning                |              | Tossene, Bohuslän   |       | 58.456866, 11.337403 | 10161204210001 | Ladda upp en bild av detta fornminne      |
| Tossene 422:1                             | Hällristning                |              | Tossene, Bohuslän   |       | 58.456801, 11.340825 | 10161204220001 | Ladda upp en bild av detta fornminne      |
| Tossene 422:2                             | Hällristning                |              | Tossene, Bohuslän   |       | 58.456851, 11.340715 | 10161204220002 | Ladda upp en bild av detta fornminne      |
| Tossene 422:3                             | Hällristning                |              | Tossene, Bohuslän   |       | 58.456869, 11.340854 | 10161204220003 | Ladda upp en bild av detta fornminne      |
| Tossene 423:2                             | Hällristning                |              | Tossene, Bohuslän   |       | 58.456012, 11.364147 | 10161204230002 | Ladda upp en bild av detta fornminne      |
| Tossene 424:1                             | Hällristning                |              | Tossene, Bohuslän   |       | 58.442793, 11.394250 | 10161204240001 | Ladda upp en bild av detta fornminne      |
| Tossene 425:1                             | Hällristning                |              | Tossene, Bohuslän   |       | 58.477438, 11.361535 | 10161204250001 | Ladda upp en bild av detta fornminne      |
| Tossene 425:2                             | Hällristning                |              | Tossene, Bohuslän   |       | 58.477139, 11.361390 | 10161204250002 | Ladda upp en bild av detta fornminne      |
| Tossene 425:3                             | Hällristning                |              | Tossene, Bohuslän   |       | 58.476891, 11.361619 | 10161204250003 | Ladda upp en bild av detta fornminne      |
| Tossene 425:4                             | Hällristning                |              | Tossene, Bohuslän   |       | 58.476914, 11.361782 | 10161204250004 | Ladda upp en bild av detta fornminne      |
| Tossene 425:5                             | Hällristning                |              | Tossene, Bohuslän   |       | 58.476875, 11.361324 | 10161204250005 | Ladda upp en bild av detta fornminne      |
| Tossene 425:6                             | Hällristning                |              | Tossene, Bohuslän   |       | 58.476613, 11.362016 | 10161204250006 | Ladda upp en bild av detta fornminne      |
| Tossene 426:1                             | Hällristning                |              | Tossene, Bohuslän   |       | 58.477202, 11.358707 | 10161204260001 | Ladda upp en bild av detta fornminne      |
| Tossene 426:2                             | Hällristning                |              | Tossene, Bohuslän   |       | 58.477219, 11.358540 | 10161204260002 | Ladda upp en bild av detta fornminne      |
| Tossene 427:1                             | Hällristning                |              | Tossene, Bohuslän   |       | 58.474558, 11.363173 | 10161204270001 | Ladda upp en bild av detta fornminne      |
| Tossene 427:2                             | Hällristning                |              | Tossene, Bohuslän   |       | 58.474482, 11.363287 | 10161204270002 | Ladda upp en bild av detta fornminne      |
| Tossene 427:3                             | Hällristning                |              | Tossene, Bohuslän   |       | 58.474470, 11.363407 | 10161204270003 | Ladda upp en bild av detta fornminne      |
| Tossene 427:4                             | Hällristning                |              | Tossene, Bohuslän   |       | 58.474285, 11.363252 | 10161204270004 | Ladda upp en bild av detta fornminne      |
| Tossene 427:5                             | Hällristning                |              | Tossene, Bohuslän   |       | 58.474407, 11.363093 | 10161204270005 | Ladda upp en bild av detta fornminne      |
| Tossene 427:6                             | Hällristning                |              | Tossene, Bohuslän   |       | 58.474570, 11.362871 | 10161204270006 | Ladda upp en bild av detta fornminne      |
| Tossene 427:7                             | Hällristning                |              | Tossene, Bohuslän   |       | 58.474580, 11.363475 | 10161204270007 | Ladda upp en bild av detta fornminne      |
| Tossene 427:8                             | Hällristning                |              | Tossene, Bohuslän   |       | 58.474421, 11.363269 | 10161204270008 | Ladda upp en bild av detta fornminne      |
| Tossene 427:9                             | Hällristning                |              | Tossene, Bohuslän   |       | 58.474372, 11.363275 | 10161204270009 | Ladda upp en bild av detta fornminne      |
| Tossene 427:10                            | Hällristning                |              | Tossene, Bohuslän   |       | 58.474287, 11.363256 | 10161204270010 | Ladda upp en bild av detta fornminne      |
| Tossene 427:11                            | Hällristning                |              | Tossene, Bohuslän   |       | 58.474285, 11.363252 | 10161204270011 | Ladda upp en bild av detta fornminne      |
| Tossene 428:1                             | Hällristning                |              | Tossene, Bohuslän   |       | 58.459181, 11.363179 | 10161204280001 | Ladda upp en bild av detta fornminne      |
| Tossene 429:1                             | Hällristning                |              | Tossene, Bohuslän   |       | 58.470571, 11.358771 | 10161204290001 | Ladda upp en bild av detta fornminne      |
| Tossene 429:2                             | Hällristning                |              | Tossene, Bohuslän   |       | 58.470441, 11.358652 | 10161204290002 | Ladda upp en bild av detta fornminne      |
| Tossene 429:5                             | Hällristning                |              | Tossene, Bohuslän   |       | 58.470445, 11.358650 | 10161204290005 | Ladda upp en bild av detta fornminne      |
| Tossene 430:1                             | Hällristning                |              | Tossene, Bohuslän   |       | 58.457314, 11.398966 | 10161204300001 | Ladda upp en bild av detta fornminne      |
| Tossene 430:2                             | Hällristning                |              | Tossene, Bohuslän   |       | 58.457170, 11.398986 | 10161204300002 | Ladda upp en bild av detta fornminne      |
| Tossene 431:1                             | Hällristning                |              | Tossene, Bohuslän   |       | 58.451991, 11.400276 | 10161204310001 | Ladda upp en bild av detta fornminne      |
| Tossene 432:1                             | Hällristning                |              | Tossene, Bohuslän   |       | 58.454636, 11.396435 | 10161204320001 | Ladda upp en bild av detta fornminne      |
| Tossene 433:1                             | Hällristning                |              | Tossene, Bohuslän   |       | 58.456024, 11.400632 | 10161204330001 | Ladda upp en bild av detta fornminne      |
| Tossene 434:2                             | Hällristning                |              | Tossene, Bohuslän   |       | 58.448075, 11.375768 | 10161204340002 | Ladda upp en bild av detta fornminne      |
| Tossene 443:1                             | Hällristning                |              | Tossene, Bohuslän   |       | 58.438346, 11.434080 | 10161204430001 | Ladda upp en bild av detta fornminne      |
| Tossene 443:2                             | Stensättning                |              | Tossene, Bohuslän   |       | 58.438380, 11.434247 | 10161204430002 | Ladda upp en bild av detta fornminne      |
| Tossene 445:1                             | Hällristning                |              | Tossene, Bohuslän   |       | 58.450768, 11.367911 | 10161204450001 | Ladda upp en bild av detta fornminne      |
| Tossene 446:1                             | Hällristning                |              | Tossene, Bohuslän   |       | 58.450120, 11.366974 | 10161204460001 | Ladda upp en bild av detta fornminne      |
| Tossene 446:2                             | Hällristning                |              | Tossene, Bohuslän   |       | 58.449982, 11.367194 | 10161204460002 | Ladda upp en bild av detta fornminne      |
| Tossene 446:3                             | Hällristning                |              | Tossene, Bohuslän   |       | 58.449980, 11.367259 | 10161204460003 | Ladda upp en bild av detta fornminne      |
| Tossene 452:1                             | Hällristning                |              | Tossene, Bohuslän   |       | 58.452425, 11.375656 | 10161204520001 | Ladda upp en bild av detta fornminne      |
| Tossene 454:1                             | Hög                         |              | Tossene, Bohuslän   |       | 58.453763, 11.362570 | 10161204540001 | Ladda upp en bild av detta fornminne      |
| Tossene 457:1                             | Hällristning                |              | Tossene, Bohuslän   |       | 58.441422, 11.433586 | 10161204570001 | Ladda upp en bild av detta fornminne      |
| Tossene 492:2                             | Stensättning                |              | Tossene, Bohuslän   |       | 58.455203, 11.338905 | 10161204920002 | Ladda upp en bild av detta fornminne      |
| Tossene 603:1                             | Stensättning                |              | Tossene, Bohuslän   |       | 58.450996, 11.379069 | 10161206030001 | Ladda upp en bild av detta fornminne      |
| Tossene 603:2                             | Stensättning                |              | Tossene, Bohuslän   |       | 58.450725, 11.378940 | 10161206030002 | Ladda upp en bild av detta fornminne      |
| Tossene 604:1                             | Röse                        |              | Tossene, Bohuslän   |       | 58.438328, 11.359726 | 10161206040001 | Ladda upp en bild av detta fornminne      |
| Tossene 607:1                             | Röse                        |              | Tossene, Bohuslän   |       | 58.453116, 11.394367 | 10161206070001 | Ladda upp en bild av detta fornminne      |
| Tossene 607:2                             | Stensättning                |              | Tossene, Bohuslän   |       | 58.453010, 11.394880 | 10161206070002 | Ladda upp en bild av detta fornminne      |
| Tossene 612:1                             | Hög                         |              | Tossene, Bohuslän   |       | 58.457474, 11.389930 | 10161206120001 | Ladda upp en bild av detta fornminne      |
| Tossene 612:2                             | Stensättning                |              | Tossene, Bohuslän   |       | 58.457323, 11.389969 | 10161206120002 | Ladda upp en bild av detta fornminne      |
| Tossene 613:1                             | Hög                         |              | Tossene, Bohuslän   |       | 58.457785, 11.388890 | 10161206130001 | Ladda upp en bild av detta fornminne      |
| Tossene 613:2                             | Hög                         |              | Tossene, Bohuslän   |       | 58.457917, 11.388820 | 10161206130002 | Ladda upp en bild av detta fornminne      |
| Tossene 614:1                             | Röse                        |              | Tossene, Bohuslän   |       | 58.458967, 11.389203 | 10161206140001 | Ladda upp en bild av detta fornminne      |
| Tossene 619:1                             | Hällristning                |              | Tossene, Bohuslän   |       | 58.466497, 11.400704 | 10161206190001 | Ladda upp en bild av detta fornminne      |
| Tossene 619:2                             | Hällristning                |              | Tossene, Bohuslän   |       | 58.466309, 11.400267 | 10161206190002 | Ladda upp en bild av detta fornminne      |
| Tossene 619:3                             | Hällristning                |              | Tossene, Bohuslän   |       | 58.466379, 11.400223 | 10161206190003 | Ladda upp en bild av detta fornminne      |
| Tossene 619:4                             | Hällristning                |              | Tossene, Bohuslän   |       | 58.466411, 11.400168 | 10161206190004 | Ladda upp en bild av detta fornminne      |
| Tossene 621:1                             | Hällristning                |              | Tossene, Bohuslän   |       | 58.438810, 11.383554 | 10161206210001 | Ladda upp en bild av detta fornminne      |
| Tossene 624:1                             | Röse                        |              | Tossene, Bohuslän   |       | 58.454276, 11.336682 | 10161206240001 | Ladda upp en bild av detta fornminne      |
| Tossene 627:1                             | Stensättning                |              | Tossene, Bohuslän   |       | 58.439696, 11.352172 | 10161206270001 | Ladda upp en bild av detta fornminne      |
| Tossene 628:1                             | Stensättning                |              | Tossene, Bohuslän   |       | 58.439441, 11.342279 | 10161206280001 | Ladda upp en bild av detta fornminne      |
| Tossene 629:1                             | Gravfält                    |              | Tossene, Bohuslän   |       | 58.444746, 11.326259 | 10161206290001 | Ladda upp en bild av detta fornminne      |
| Tossene 630:1                             | Gravfält                    |              | Tossene, Bohuslän   |       | 58.439668, 11.322957 | 10161206300001 | Ladda upp en bild av detta fornminne      |
| Tossene 636:1                             | Gravfält                    |              | Tossene, Bohuslän   |       | 58.421859, 11.385034 | 10161206360001 | Ladda upp en bild av detta fornminne      |
| Tossene 638:1                             | Stensättning                |              | Tossene, Bohuslän   |       | 58.421519, 11.389867 | 10161206380001 | Ladda upp en bild av detta fornminne      |
| Tossene 638:2                             | Stensättning                |              | Tossene, Bohuslän   |       | 58.421639, 11.389956 | 10161206380002 | Ladda upp en bild av detta fornminne      |
| Tossene 647:1                             | Stensättning                |              | Tossene, Bohuslän   |       | 58.485451, 11.427209 | 10161206470001 | Ladda upp en bild av detta fornminne      |
| Tossene 649:1                             | Stensättning                |              | Tossene, Bohuslän   |       | 58.437053, 11.420985 | 10161206490001 | Ladda upp en bild av detta fornminne      |
| Tossene 650:1                             | Röse                        |              | Tossene, Bohuslän   |       | 58.448239, 11.418070 | 10161206500001 | Ladda upp en bild av detta fornminne      |
| Tossene 651:1                             | Stensättning                |              | Tossene, Bohuslän   |       | 58.447638, 11.422238 | 10161206510001 | Ladda upp en bild av detta fornminne      |
| Tossene 652:1                             | Röse                        |              | Tossene, Bohuslän   |       | 58.448276, 11.422011 | 10161206520001 | Ladda upp en bild av detta fornminne      |
| Tossene 653:1                             | Röse                        |              | Tossene, Bohuslän   |       | 58.448044, 11.423434 | 10161206530001 | Ladda upp en bild av detta fornminne      |
| Tossene 665:1                             | Stensättning                |              | Tossene, Bohuslän   |       | 58.456916, 11.435598 | 10161206650001 | Ladda upp en bild av detta fornminne      |
| Tossene 670:1                             | Stensättning                |              | Tossene, Bohuslän   |       | 58.449517, 11.433467 | 10161206700001 | Ladda upp en bild av detta fornminne      |
| Tossene 671:1                             | Stensättning                |              | Tossene, Bohuslän   |       | 58.469189, 11.451323 | 10161206710001 | Ladda upp en bild av detta fornminne      |
| Tossene 683:1                             | Röse                        |              | Tossene, Bohuslän   |       | 58.468685, 11.341109 | 10161206830001 | Ladda upp en bild av detta fornminne      |
| Tossene 689:1                             | Röse                        |              | Tossene, Bohuslän   |       | 58.437888, 11.433095 | 10161206890001 | Ladda upp en bild av detta fornminne      |
| Tossene 702:1                             | Fiskeläge                   |              | Tossene, Bohuslän   |       | 58.458152, 11.285459 | 10161207020001 | Ladda upp en bild av detta fornminne      |
| Tossene 818:1                             | Hällristning                |              | Tossene, Bohuslän   |       | 58.440600, 11.320923 | 10161208180001 | Ladda upp en bild av detta fornminne      |
| Tossene 818:2                             | Hällristning                |              | Tossene, Bohuslän   |       | 58.440600, 11.320923 | 10161208180002 | Ladda upp en bild av detta fornminne      |
| Tossene 832:1                             | Hällristning                |              | Tossene, Bohuslän   |       | 58.452664, 11.372720 | 10161208320001 | Ladda upp en bild av detta fornminne      |
| Tossene 839:1                             | Hällristning                |              | Tossene, Bohuslän   |       | 58.449894, 11.349183 | 10161208390001 | Ladda upp en bild av detta fornminne      |
| Tossene 840:1                             | Hällristning                |              | Tossene, Bohuslän   |       | 58.450790, 11.342475 | 10161208400001 | Ladda upp en bild av detta fornminne      |
| Tossene 841:1                             | Hällristning                |              | Tossene, Bohuslän   |       | 58.456215, 11.340554 | 10161208410001 | Ladda upp en bild av detta fornminne      |
| Tossene 841:2                             | Hällristning                |              | Tossene, Bohuslän   |       | 58.456215, 11.340554 | 10161208410002 | Ladda upp en bild av detta fornminne      |
| Tossene 841:3                             | Hällristning                |              | Tossene, Bohuslän   |       | 58.456215, 11.340554 | 10161208410003 | Ladda upp en bild av detta fornminne      |
| Tossene 841:4                             | Hällristning                |              | Tossene, Bohuslän   |       | 58.456215, 11.340554 | 10161208410004 | Ladda upp en bild av detta fornminne      |
| Tossene 841:5                             | Hällristning                |              | Tossene, Bohuslän   |       | 58.456345, 11.340050 | 10161208410005 | Ladda upp en bild av detta fornminne      |
| Tossene 842:1                             | Hällristning                |              | Tossene, Bohuslän   |       | 58.451204, 11.347267 | 10161208420001 | Ladda upp en bild av detta fornminne      |
| Tossene 842:2                             | Hällristning                |              | Tossene, Bohuslän   |       | 58.451204, 11.347267 | 10161208420002 | Ladda upp en bild av detta fornminne      |
| Tossene 843:1                             | Hällristning                |              | Tossene, Bohuslän   |       | 58.451264, 11.350412 | 10161208430001 | Ladda upp en bild av detta fornminne      |
| Tossene 843:2                             | Hällristning                |              | Tossene, Bohuslän   |       | 58.451386, 11.350399 | 10161208430002 | Ladda upp en bild av detta fornminne      |
| Tossene 844:1                             | Hällristning                |              | Tossene, Bohuslän   |       | 58.449330, 11.346209 | 10161208440001 | Ladda upp en bild av detta fornminne      |
| Tossene 844:2                             | Hällristning                |              | Tossene, Bohuslän   |       | 58.449186, 11.346267 | 10161208440002 | Ladda upp en bild av detta fornminne      |
| Tossene 845:1                             | Hällristning                |              | Tossene, Bohuslän   |       | 58.450053, 11.347767 | 10161208450001 | Ladda upp en bild av detta fornminne      |
| Tossene 847:1                             | Hällristning                |              | Tossene, Bohuslän   |       | 58.458605, 11.347759 | 10161208470001 | Ladda upp en bild av detta fornminne      |
| Tossene 847:2                             | Hällristning                |              | Tossene, Bohuslän   |       | 58.458605, 11.347759 | 10161208470002 | Ladda upp en bild av detta fornminne      |
| Tossene 847:3                             | Hällristning                |              | Tossene, Bohuslän   |       | 58.458371, 11.347624 | 10161208470003 | Ladda upp en bild av detta fornminne      |
| Tossene 847:4                             | Hällristning                |              | Tossene, Bohuslän   |       | 58.458711, 11.347049 | 10161208470004 | Ladda upp en bild av detta fornminne      |
| Tossene 848:1                             | Hällristning                |              | Tossene, Bohuslän   |       | 58.462054, 11.343516 | 10161208480001 | Ladda upp en bild av detta fornminne      |
| Tossene 849:1                             | Hällristning                |              | Tossene, Bohuslän   |       | 58.458241, 11.352671 | 10161208490001 | Ladda upp en bild av detta fornminne      |
| Tossene 850:1                             | Hällristning                |              | Tossene, Bohuslän   |       | 58.466672, 11.346417 | 10161208500001 | Ladda upp en bild av detta fornminne      |
| Tossene 851:1                             | Hällristning                |              | Tossene, Bohuslän   |       | 58.466236, 11.346240 | 10161208510001 | Ladda upp en bild av detta fornminne      |
| Tossene 852:1                             | Hällristning                |              | Tossene, Bohuslän   |       | 58.465683, 11.346450 | 10161208520001 | Ladda upp en bild av detta fornminne      |
| Tossene 853:1                             | Hällristning                |              | Tossene, Bohuslän   |       | 58.465049, 11.345942 | 10161208530001 | Ladda upp en bild av detta fornminne      |
| Tossene 854:1                             | Hällristning                |              | Tossene, Bohuslän   |       | 58.464857, 11.346752 | 10161208540001 | Ladda upp en bild av detta fornminne      |
| Tossene 854:2                             | Hällristning                |              | Tossene, Bohuslän   |       | 58.464857, 11.346752 | 10161208540002 | Ladda upp en bild av detta fornminne      |
| Tossene 854:3                             | Hällristning                |              | Tossene, Bohuslän   |       | 58.464857, 11.346752 | 10161208540003 | Ladda upp en bild av detta fornminne      |
| Tossene 855:1                             | Hällristning                |              | Tossene, Bohuslän   |       | 58.447354, 11.323671 | 10161208550001 | Ladda upp en bild av detta fornminne      |
| Tossene 855:2                             | Hällristning                |              | Tossene, Bohuslän   |       | 58.447354, 11.323671 | 10161208550002 | Ladda upp en bild av detta fornminne      |
| Tossene 855:3                             | Hällristning                |              | Tossene, Bohuslän   |       | 58.447498, 11.323335 | 10161208550003 | Ladda upp en bild av detta fornminne      |
| Tossene 856:1                             | Hällristning                |              | Tossene, Bohuslän   |       | 58.477737, 11.354795 | 10161208560001 | Ladda upp en bild av detta fornminne      |
| Tossene 857:1                             | Hällristning                |              | Tossene, Bohuslän   |       | 58.478101, 11.353055 | 10161208570001 | Ladda upp en bild av detta fornminne      |
| Tossene 858:1                             | Hällristning                |              | Tossene, Bohuslän   |       | 58.479455, 11.351700 | 10161208580001 | Ladda upp en bild av detta fornminne      |
| Tossene 858:2                             | Hällristning                |              | Tossene, Bohuslän   |       | 58.479474, 11.351869 | 10161208580002 | Ladda upp en bild av detta fornminne      |
| Tossene 858:3                             | Hällristning                |              | Tossene, Bohuslän   |       | 58.479551, 11.351774 | 10161208580003 | Ladda upp en bild av detta fornminne      |
| Tossene 859:1                             | Hällristning                |              | Tossene, Bohuslän   |       | 58.478578, 11.357614 | 10161208590001 | Ladda upp en bild av detta fornminne      |
| Tossene 859:2                             | Hällristning                |              | Tossene, Bohuslän   |       | 58.478536, 11.356779 | 10161208590002 | Ladda upp en bild av detta fornminne      |
| Tossene 861:1                             | Hällristning                |              | Tossene, Bohuslän   |       | 58.475129, 11.368148 | 10161208610001 | Ladda upp en bild av detta fornminne      |
| Tossene 862:1                             | Hällristning                |              | Tossene, Bohuslän   |       | 58.476289, 11.370314 | 10161208620001 | Ladda upp en bild av detta fornminne      |
| Tossene 863:1                             | Hällristning                |              | Tossene, Bohuslän   |       | 58.474168, 11.369120 | 10161208630001 | Ladda upp en bild av detta fornminne      |
| Tossene 863:2                             | Hällristning                |              | Tossene, Bohuslän   |       | 58.474271, 11.369099 | 10161208630002 | Ladda upp en bild av detta fornminne      |
| Tossene 863:3                             | Hällristning                |              | Tossene, Bohuslän   |       | 58.474301, 11.368683 | 10161208630003 | Ladda upp en bild av detta fornminne      |
| Tossene 864:1                             | Hällristning                |              | Tossene, Bohuslän   |       | 58.473675, 11.368272 | 10161208640001 | Ladda upp en bild av detta fornminne      |
| Tossene 865:1                             | Hällristning                |              | Tossene, Bohuslän   |       | 58.472642, 11.366795 | 10161208650001 | Ladda upp en bild av detta fornminne      |
| Tossene 865:2                             | Hällristning                |              | Tossene, Bohuslän   |       | 58.472716, 11.366855 | 10161208650002 | Ladda upp en bild av detta fornminne      |
| Tossene 866:1                             | Hällristning                |              | Tossene, Bohuslän   |       | 58.474601, 11.357086 | 10161208660001 | Ladda upp en bild av detta fornminne      |
| Tossene 866:2                             | Hällristning                |              | Tossene, Bohuslän   |       | 58.474472, 11.356999 | 10161208660002 | Ladda upp en bild av detta fornminne      |
| Tossene 867:1                             | Hällristning                |              | Tossene, Bohuslän   |       | 58.471532, 11.363481 | 10161208670001 | Ladda upp en bild av detta fornminne      |
| Tossene 868:1                             | Hällristning                |              | Tossene, Bohuslän   |       | 58.473405, 11.353748 | 10161208680001 | Ladda upp en bild av detta fornminne      |
| Tossene 868:2                             | Hällristning                |              | Tossene, Bohuslän   |       | 58.473405, 11.353748 | 10161208680002 | Ladda upp en bild av detta fornminne      |
| Tossene 868:3                             | Hällristning                |              | Tossene, Bohuslän   |       | 58.473405, 11.353748 | 10161208680003 | Ladda upp en bild av detta fornminne      |
| Tossene 869:1                             | Hällristning                |              | Tossene, Bohuslän   |       | 58.467698, 11.360280 | 10161208690001 | Ladda upp en bild av detta fornminne      |
| Tossene 869:2                             | Hällristning                |              | Tossene, Bohuslän   |       | 58.467404, 11.360248 | 10161208690002 | Ladda upp en bild av detta fornminne      |
| Tossene 870:1                             | Hällristning                |              | Tossene, Bohuslän   |       | 58.466341, 11.354635 | 10161208700001 | Ladda upp en bild av detta fornminne      |
| Tossene 871:1                             | Hällristning                |              | Tossene, Bohuslän   |       | 58.469846, 11.363144 | 10161208710001 | Ladda upp en bild av detta fornminne      |
| Tossene 878:1                             | Hällristning                |              | Tossene, Bohuslän   |       | 58.449402, 11.384829 | 10161208780001 | Ladda upp en bild av detta fornminne      |
| Tossene 879:1                             | Hällristning                |              | Tossene, Bohuslän   |       | 58.444310, 11.386290 | 10161208790001 | Ladda upp en bild av detta fornminne      |
| Tossene 880:1                             | Hällristning                |              | Tossene, Bohuslän   |       | 58.443532, 11.377639 | 10161208800001 | Ladda upp en bild av detta fornminne      |
| Tossene 880:2                             | Hällristning                |              | Tossene, Bohuslän   |       | 58.443532, 11.377639 | 10161208800002 | Ladda upp en bild av detta fornminne      |
| Tossene 881:1                             | Hällristning                |              | Tossene, Bohuslän   |       | 58.447877, 11.384838 | 10161208810001 | Ladda upp en bild av detta fornminne      |
| Tossene 882:1                             | Hällristning                |              | Tossene, Bohuslän   |       | 58.447638, 11.385187 | 10161208820001 | Ladda upp en bild av detta fornminne      |
| Tossene 882:2                             | Hällristning                |              | Tossene, Bohuslän   |       | 58.447511, 11.384739 | 10161208820002 | Ladda upp en bild av detta fornminne      |
| Tossene 883:1                             | Hällristning                |              | Tossene, Bohuslän   |       | 58.448980, 11.385582 | 10161208830001 | Ladda upp en bild av detta fornminne      |
| Tossene 884:1                             | Hällristning                |              | Tossene, Bohuslän   |       | 58.448613, 11.376025 | 10161208840001 | Ladda upp en bild av detta fornminne      |
| Tossene 885:1                             | Hällristning                |              | Tossene, Bohuslän   |       | 58.449660, 11.374341 | 10161208850001 | Ladda upp en bild av detta fornminne      |
| Tossene 886:1                             | Hällristning                |              | Tossene, Bohuslän   |       | 58.457021, 11.389867 | 10161208860001 | Ladda upp en bild av detta fornminne      |
| Tossene 901:1                             | Hällristning                |              | Tossene, Bohuslän   |       | 58.456030, 11.364306 | 10161209010001 | Ladda upp en bild av detta fornminne      |
| Tossene 901:2                             | Hällristning                |              | Tossene, Bohuslän   |       | 58.456035, 11.364299 | 10161209010002 | Ladda upp en bild av detta fornminne      |
| Tossene 901:3                             | Hällristning                |              | Tossene, Bohuslän   |       | 58.456035, 11.364299 | 10161209010003 | Ladda upp en bild av detta fornminne      |
| Tossene 902:1                             | Hällristning                |              | Tossene, Bohuslän   |       | 58.452456, 11.370164 | 10161209020001 | Ladda upp en bild av detta fornminne      |
| Tossene 903:1                             | Hällristning                |              | Tossene, Bohuslän   |       | 58.449708, 11.365652 | 10161209030001 | Ladda upp en bild av detta fornminne      |
| Tossene 903:2                             | Hällristning                |              | Tossene, Bohuslän   |       | 58.449361, 11.365476 | 10161209030002 | Ladda upp en bild av detta fornminne      |
| Tossene 904:1                             | Hällristning                |              | Tossene, Bohuslän   |       | 58.448828, 11.365952 | 10161209040001 | Ladda upp en bild av detta fornminne      |
| Tossene 905:1                             | Hällristning                |              | Tossene, Bohuslän   |       | 58.448126, 11.367132 | 10161209050001 | Ladda upp en bild av detta fornminne      |
| Tossene 905:2                             | Hällristning                |              | Tossene, Bohuslän   |       | 58.448154, 11.366824 | 10161209050002 | Ladda upp en bild av detta fornminne      |
| Tossene 906:1                             | Hällristning                |              | Tossene, Bohuslän   |       | 58.447340, 11.366360 | 10161209060001 | Ladda upp en bild av detta fornminne      |
| Tossene 907:1                             | Hällristning                |              | Tossene, Bohuslän   |       | 58.446539, 11.365611 | 10161209070001 | Ladda upp en bild av detta fornminne      |
| Tossene 908:1                             | Hällristning                |              | Tossene, Bohuslän   |       | 58.444449, 11.366578 | 10161209080001 | Ladda upp en bild av detta fornminne      |
| Tossene 908:2                             | Hällristning                |              | Tossene, Bohuslän   |       | 58.444267, 11.366727 | 10161209080002 | Ladda upp en bild av detta fornminne      |
| Tossene 908:3                             | Hällristning                |              | Tossene, Bohuslän   |       | 58.444256, 11.367347 | 10161209080003 | Ladda upp en bild av detta fornminne      |
| Tossene 909:1                             | Hällristning                |              | Tossene, Bohuslän   |       | 58.449029, 11.371438 | 10161209090001 | Ladda upp en bild av detta fornminne      |
| Tossene 910:1                             | Hällristning                |              | Tossene, Bohuslän   |       | 58.447366, 11.373626 | 10161209100001 | Ladda upp en bild av detta fornminne      |
| Tossene 911:1                             | Hällristning                |              | Tossene, Bohuslän   |       | 58.398461, 11.379678 | 10161209110001 | Ladda upp en bild av detta fornminne      |
| Tossene 911:2                             | Hällristning                |              | Tossene, Bohuslän   |       | 58.398600, 11.379862 | 10161209110002 | Ladda upp en bild av detta fornminne      |
| Tossene 911:3                             | Hällristning                |              | Tossene, Bohuslän   |       | 58.398602, 11.380055 | 10161209110003 | Ladda upp en bild av detta fornminne      |
| Tossene 912:1                             | Hällristning                |              | Tossene, Bohuslän   |       | 58.415024, 11.379209 | 10161209120001 | Ladda upp en bild av detta fornminne      |
| Tossene 912:2                             | Hällristning                |              | Tossene, Bohuslän   |       | 58.415101, 11.379089 | 10161209120002 | Ladda upp en bild av detta fornminne      |
| Tossene 913:1                             | Hällristning                |              | Tossene, Bohuslän   |       | 58.414299, 11.378343 | 10161209130001 | Ladda upp en bild av detta fornminne      |
| Tossene 914:1                             | Hällristning                |              | Tossene, Bohuslän   |       | 58.413533, 11.379662 | 10161209140001 | Ladda upp en bild av detta fornminne      |
| Tossene 915:1                             | Hällristning                |              | Tossene, Bohuslän   |       | 58.415776, 11.383401 | 10161209150001 | Ladda upp en bild av detta fornminne      |
| Tossene 916:1                             | Hällristning                |              | Tossene, Bohuslän   |       | 58.416164, 11.382564 | 10161209160001 | Ladda upp en bild av detta fornminne      |
| Tossene 917:1                             | Hällristning                |              | Tossene, Bohuslän   |       | 58.414227, 11.376813 | 10161209170001 | Ladda upp en bild av detta fornminne      |
| Tossene 917:2                             | Hällristning                |              | Tossene, Bohuslän   |       | 58.414339, 11.376615 | 10161209170002 | Ladda upp en bild av detta fornminne      |
| Tossene 917:3                             | Hällristning                |              | Tossene, Bohuslän   |       | 58.414437, 11.376411 | 10161209170003 | Ladda upp en bild av detta fornminne      |
| Tossene 918:1                             | Hällristning                |              | Tossene, Bohuslän   |       | 58.419703, 11.385773 | 10161209180001 | Ladda upp en bild av detta fornminne      |
| Tossene 919:1                             | Hällristning                |              | Tossene, Bohuslän   |       | 58.421674, 11.384663 | 10161209190001 | Ladda upp en bild av detta fornminne      |
| Tossene 919:2                             | Hällristning                |              | Tossene, Bohuslän   |       | 58.421674, 11.384663 | 10161209190002 | Ladda upp en bild av detta fornminne      |
| Tossene 919:3                             | Hällristning                |              | Tossene, Bohuslän   |       | 58.421674, 11.384663 | 10161209190003 | Ladda upp en bild av detta fornminne      |
| Tossene 920:1                             | Hällristning                |              | Tossene, Bohuslän   |       | 58.421537, 11.385726 | 10161209200001 | Ladda upp en bild av detta fornminne      |
| Tossene 921:1                             | Hällristning                |              | Tossene, Bohuslän   |       | 58.425752, 11.401963 | 10161209210001 | Ladda upp en bild av detta fornminne      |
| Tossene 922:1                             | Hällristning                |              | Tossene, Bohuslän   |       | 58.423075, 11.389791 | 10161209220001 | Ladda upp en bild av detta fornminne      |
| Tossene 922:2                             | Hällristning                |              | Tossene, Bohuslän   |       | 58.423027, 11.389883 | 10161209220002 | Ladda upp en bild av detta fornminne      |
| Tossene 923:1                             | Hällristning                |              | Tossene, Bohuslän   |       | 58.423347, 11.387583 | 10161209230001 | Ladda upp en bild av detta fornminne      |
| Tossene 923:2                             | Hällristning                |              | Tossene, Bohuslän   |       | 58.423533, 11.387571 | 10161209230002 | Ladda upp en bild av detta fornminne      |
| Tossene 923:3                             | Hällristning                |              | Tossene, Bohuslän   |       | 58.423533, 11.387571 | 10161209230003 | Ladda upp en bild av detta fornminne      |
| Tossene 924:1                             | Hällristning                |              | Tossene, Bohuslän   |       | 58.423313, 11.386513 | 10161209240001 | Ladda upp en bild av detta fornminne      |
| Tossene 925:1                             | Hällristning                |              | Tossene, Bohuslän   |       | 58.422559, 11.401281 | 10161209250001 | Ladda upp en bild av detta fornminne      |
| Tossene 925:2                             | Hällristning                |              | Tossene, Bohuslän   |       | 58.422464, 11.401281 | 10161209250002 | Ladda upp en bild av detta fornminne      |
| Tossene 926:1                             | Hällristning                |              | Tossene, Bohuslän   |       | 58.481499, 11.416105 | 10161209260001 | Ladda upp en bild av detta fornminne      |
| Tossene 927:1                             | Hällristning                |              | Tossene, Bohuslän   |       | 58.480631, 11.414808 | 10161209270001 | Ladda upp en bild av detta fornminne      |
| Tossene 927:2                             | Hällristning                |              | Tossene, Bohuslän   |       | 58.480766, 11.414778 | 10161209270002 | Ladda upp en bild av detta fornminne      |
| Tossene 928:1                             | Hällristning                |              | Tossene, Bohuslän   |       | 58.482043, 11.421230 | 10161209280001 | Ladda upp en bild av detta fornminne      |
| Tossene 929:1                             | Hällristning                |              | Tossene, Bohuslän   |       | 58.480099, 11.406666 | 10161209290001 | Ladda upp en bild av detta fornminne      |
| Tossene 930:1                             | Hällristning                |              | Tossene, Bohuslän   |       | 58.484283, 11.426896 | 10161209300001 | Ladda upp en bild av detta fornminne      |
| Tossene 931:1                             | Hällristning                |              | Tossene, Bohuslän   |       | 58.488207, 11.422732 | 10161209310001 | Ladda upp en bild av detta fornminne      |
| Tossene 931:2                             | Hällristning                |              | Tossene, Bohuslän   |       | 58.488118, 11.422743 | 10161209310002 | Ladda upp en bild av detta fornminne      |
| Tossene 931:3                             | Hällristning                |              | Tossene, Bohuslän   |       | 58.488182, 11.422576 | 10161209310003 | Ladda upp en bild av detta fornminne      |
| Tossene 932:1                             | Hällristning                |              | Tossene, Bohuslän   |       | 58.488126, 11.420727 | 10161209320001 | Ladda upp en bild av detta fornminne      |
| Tossene 933:1                             | Hällristning                |              | Tossene, Bohuslän   |       | 58.427952, 11.405562 | 10161209330001 | Ladda upp en bild av detta fornminne      |
| Tossene 934:1                             | Hällristning                |              | Tossene, Bohuslän   |       | 58.480899, 11.398875 | 10161209340001 | Ladda upp en bild av detta fornminne      |
| Tossene 935:1                             | Hällristning                |              | Tossene, Bohuslän   |       | 58.473338, 11.404900 | 10161209350001 | Ladda upp en bild av detta fornminne      |
| Tossene 936:1                             | Hällristning                |              | Tossene, Bohuslän   |       | 58.473917, 11.410222 | 10161209360001 | Ladda upp en bild av detta fornminne      |
| Tossene 936:2                             | Hällristning                |              | Tossene, Bohuslän   |       | 58.473938, 11.410098 | 10161209360002 | Ladda upp en bild av detta fornminne      |
| Tossene 937:1                             | Hällristning                |              | Tossene, Bohuslän   |       | 58.431019, 11.421140 | 10161209370001 | Ladda upp en bild av detta fornminne      |
| Tossene 938:1                             | Hällristning                |              | Tossene, Bohuslän   |       | 58.451368, 11.396824 | 10161209380001 | Ladda upp en bild av detta fornminne      |
| Tossene 939:1                             | Hällristning                |              | Tossene, Bohuslän   |       | 58.450691, 11.395884 | 10161209390001 | Ladda upp en bild av detta fornminne      |
| Tossene 940:1                             | Hällristning                |              | Tossene, Bohuslän   |       | 58.430772, 11.421534 | 10161209400001 | Ladda upp en bild av detta fornminne      |
| Tossene 941:1                             | Hällristning                |              | Tossene, Bohuslän   |       | 58.431323, 11.421828 | 10161209410001 | Ladda upp en bild av detta fornminne      |
| Tossene 942:1                             | Hällristning                |              | Tossene, Bohuslän   |       | 58.429899, 11.420726 | 10161209420001 | Ladda upp en bild av detta fornminne      |
| Tossene 943:1                             | Hällristning                |              | Tossene, Bohuslän   |       | 58.430149, 11.420526 | 10161209430001 | Ladda upp en bild av detta fornminne      |
| Tossene 944:1                             | Hällristning                |              | Tossene, Bohuslän   |       | 58.427894, 11.419601 | 10161209440001 | Ladda upp en bild av detta fornminne      |
| Tossene 945:1                             | Hällristning                |              | Tossene, Bohuslän   |       | 58.431753, 11.415125 | 10161209450001 | Ladda upp en bild av detta fornminne      |
| Tossene 946:1                             | Hällristning                |              | Tossene, Bohuslän   |       | 58.432083, 11.416685 | 10161209460001 | Ladda upp en bild av detta fornminne      |
| Tossene 947:1                             | Hällristning                |              | Tossene, Bohuslän   |       | 58.457813, 11.443028 | 10161209470001 | Ladda upp en bild av detta fornminne      |
| Tossene 948:1                             | Hällristning                |              | Tossene, Bohuslän   |       | 58.459069, 11.432057 | 10161209480001 | Ladda upp en bild av detta fornminne      |
| Tossene 949:1                             | Hällristning                |              | Tossene, Bohuslän   |       | 58.458019, 11.427044 | 10161209490001 | Ladda upp en bild av detta fornminne      |
| Tossene 950:1                             | Hällristning                |              | Tossene, Bohuslän   |       | 58.457050, 11.432237 | 10161209500001 | Ladda upp en bild av detta fornminne      |
| Tossene 951:1                             | Hällristning                |              | Tossene, Bohuslän   |       | 58.456197, 11.431626 | 10161209510001 | Ladda upp en bild av detta fornminne      |
| Tossene 951:2                             | Hällristning                |              | Tossene, Bohuslän   |       | 58.456161, 11.431613 | 10161209510002 | Ladda upp en bild av detta fornminne      |
| Tossene 952:1                             | Hällristning                |              | Tossene, Bohuslän   |       | 58.454025, 11.435141 | 10161209520001 | Ladda upp en bild av detta fornminne      |
| Tossene 952:2                             | Hällristning                |              | Tossene, Bohuslän   |       | 58.454047, 11.434985 | 10161209520002 | Ladda upp en bild av detta fornminne      |
| Tossene 953:1                             | Hällristning                |              | Tossene, Bohuslän   |       | 58.454288, 11.436409 | 10161209530001 | Ladda upp en bild av detta fornminne      |
| Tossene 954:1                             | Hällristning                |              | Tossene, Bohuslän   |       | 58.455800, 11.436780 | 10161209540001 | Ladda upp en bild av detta fornminne      |
| Tossene 955:1                             | Hällristning                |              | Tossene, Bohuslän   |       | 58.449515, 11.397586 | 10161209550001 | Ladda upp en bild av detta fornminne      |
| Tossene 956:1                             | Hällristning                |              | Tossene, Bohuslän   |       | 58.454338, 11.434863 | 10161209560001 | Ladda upp en bild av detta fornminne      |
| Tossene 957:1                             | Hällristning                |              | Tossene, Bohuslän   |       | 58.436234, 11.419598 | 10161209570001 | Ladda upp en bild av detta fornminne      |
| Tossene 957:2                             | Hällristning                |              | Tossene, Bohuslän   |       | 58.436364, 11.419718 | 10161209570002 | Ladda upp en bild av detta fornminne      |
| Tossene 959:1                             | Hällristning                |              | Tossene, Bohuslän   |       | 58.437119, 11.421686 | 10161209590001 | Ladda upp en bild av detta fornminne      |
| Tossene 959:2                             | Hällristning                |              | Tossene, Bohuslän   |       | 58.436968, 11.421551 | 10161209590002 | Ladda upp en bild av detta fornminne      |
| Tossene 960:1                             | Hällristning                |              | Tossene, Bohuslän   |       | 58.428242, 11.377503 | 10161209600001 | Ladda upp en bild av detta fornminne      |
| Tossene 961:1                             | Hällristning                |              | Tossene, Bohuslän   |       | 58.426256, 11.375172 | 10161209610001 | Ladda upp en bild av detta fornminne      |
| Tossene 961:2                             | Hällristning                |              | Tossene, Bohuslän   |       | 58.426202, 11.375373 | 10161209610002 | Ladda upp en bild av detta fornminne      |
| Tossene 962:1                             | Hällristning                |              | Tossene, Bohuslän   |       | 58.458946, 11.374502 | 10161209620001 | Ladda upp en bild av detta fornminne      |
| Tossene 963:1                             | Hällristning                |              | Tossene, Bohuslän   |       | 58.440432, 11.370616 | 10161209630001 | Ladda upp en bild av detta fornminne      |
| Tossene 964:1                             | Röse                        |              | Tossene, Bohuslän   |       | 58.449211, 11.437435 | 10161209640001 | Ladda upp en bild av detta fornminne      |
| Tossene 968                               | Hällristning                |              | Tossene, Bohuslän   |       | 58.457879, 11.392414 | 12000000008204 | Ladda upp en bild av detta fornminne      |
| Tossene 969                               | Hällristning                |              | Tossene, Bohuslän   |       | 58.456794, 11.391370 | 12000000008363 | Ladda upp en bild av detta fornminne      |
| Tossene 970                               | Hällristning                |              | Tossene, Bohuslän   |       | 58.453965, 11.380403 | 12000000008461 | Ladda upp en bild av detta fornminne      |
| Tossene 976                               | Ballastplats                |              | Tossene, Bohuslän   |       | 58.270935, 11.173939 | 12000000031649 | Ladda upp en till bild av detta fornminne |
| Tossene 977                               | Hällristning                |              | Tossene, Bohuslän   |       | 58.449368, 11.395942 | 12000000040850 | Ladda upp en bild av detta fornminne      |
| Tossene 994                               | Hällristning                |              | Tossene, Bohuslän   |       | 58.454742, 11.397103 | 12000000077670 | Ladda upp en bild av detta fornminne      |
| Tossene 997                               | Hällristning                |              | Tossene, Bohuslän   |       | 58.440537, 11.371436 | 12000000077732 | Ladda upp en bild av detta fornminne      |
| Tossene 1002                              | Hällristning                |              | Tossene, Bohuslän   |       | 58.436602, 11.425371 | 12000000107082 | Ladda upp en bild av detta fornminne      |
| Tossene 1003                              | Hällristning                |              | Tossene, Bohuslän   |       | 58.415942, 11.374366 | 12000000107084 | Ladda upp en bild av detta fornminne      |
| Tossene 1004                              | Hällristning                |              | Tossene, Bohuslän   |       | 58.422812, 11.386881 | 12000000107086 | Ladda upp en bild av detta fornminne      |
| Tossene 1005                              | Hällristning                |              | Tossene, Bohuslän   |       | 58.415954, 11.374392 | 12000000107088 | Ladda upp en bild av detta fornminne      |
| Tossene 1006                              | Hällristning                |              | Tossene, Bohuslän   |       | 58.447353, 11.323672 | 12000000107090 | Ladda upp en bild av detta fornminne      |
| Tossene 1007                              | Hällristning                |              | Tossene, Bohuslän   |       | 58.415941, 11.374419 | 12000000107094 | Ladda upp en bild av detta fornminne      |
| Tossene 1008                              | Hällristning                |              | Tossene, Bohuslän   |       | 58.409224, 11.380320 | 12000000107097 | Ladda upp en bild av detta fornminne      |
| Tossene 1009                              | Hällristning                |              | Tossene, Bohuslän   |       | 58.487244, 11.422336 | 12000000107098 | Ladda upp en bild av detta fornminne      |
| Tossene 1010                              | Hällristning                |              | Tossene, Bohuslän   |       | 58.415520, 11.381522 | 12000000107100 | Ladda upp en bild av detta fornminne      |
| Tossene 1011                              | Hällristning                |              | Tossene, Bohuslän   |       | 58.409429, 11.380177 | 12000000107102 | Ladda upp en bild av detta fornminne      |
| Tossene 1020                              | Bildristning                |              | Tossene, Bohuslän   |       | 58.445384, 11.375720 | 12000000127686 | Ladda upp en bild av detta fornminne      |